# Chevrolet Nova
La Chevrolet Chevy II / Nova est une automobile fabriquée par Chevrolet et produite sur cinq générations de 1962 à 1979 puis de 1985 à 1988. La version Nova fut le meilleur modèle dans la gamme Chevy II jusqu'en 1968. La dénomination Chevy II fut abandonnée par la suite, Nova devenant la seule en 1969 avec la troisième génération. Construite sur la plate-forme X-body, la Nova fut remplacée par la Chevrolet Citation en 1979. Le nom Nova est revenu en 1985 jusqu'en 1988 désignant un modèle à traction avant basé sur la Toyota Sprinter.

## Histoire

### Origine
Le concepteur de Chevrolet Clare MacKichan revenait en ces termes sur la création de la Chevy II : « Il n'y avait pas le temps pour l'expérimentation ou griffonner de nouvelles idées provenant des ingénieurs ou de nous même pour sa conception, ce devait être une voiture basique.» La Chevy II de 1962 avait un empattement de 2 794 mm, comparé aux 2 781 mm de la Ford Falcon que Chevrolet avait en point de mire pour sa nouvelle compacte. « Je pense que ce programme est le plus rapide que nous ayons jamais fait à tout moment », poursuivi-t-il. « Nous avons travaillé jour et nuit sur cette voiture, et il n'a pas fallu très longtemps pour la lancer dans notre réseau car nous avions une date limite.» En effet il fallut seulement 18 mois après que les concepteurs aient obtenu le feu vert, pour que la première Chevy II de production sorte de la ligne d'assemblage de Willow Run, Michigan, en août 1961. Juste à temps pour sa présentation en septembre. Contrairement à la Corvair, la Chevy II de 1962 n’eut jamais l'intention d'être révolutionnaire dans son concept ou sa fabrication ; sa mission était de donner aux acheteurs Chevrolet un "back-to-the-basics", soit une voiture simple et compacte. Quand la Chevy II fut annoncée à la presse, le Directeur général de Chevrolet Ed Cole décrivit la voiture comme offrant « un fonctionnalisme maximal économique.»
Il y eut beaucoup de débats au sein de l'organisation Chevrolet sur tout ce qui concernait cette nouvelle voiture, et la décision de l'appeler "Chevy II" fut très discutée. Parmi les noms proposés, il y avait aussi "Nova" qui ne fut pas retenu car il ne commençait pas par un « C ». "Nova" fut finalement choisi mais pour désigner la série haut de gamme. En fin de compte, le badge Nova remplacerait bien Chevy II, mais pas avant 1969. Dans presque tous les domaines, les créateurs de la Chevy II utilisèrent la Ford Falcon comme référence. La gamme de modèles 1962 incluait berlines et familiales, ainsi qu'un coupé deux portes hardtop et un cabriolet, tout comme la Falcon. Le seul type de carrosserie que la Falcon avait en plus était un pickup coupé (la Ford Falcon Ranchero), le plus susceptible d'entrer en concurrence avec la Chevrolet El Camino.

## Première génération (1962-1965)
Après la Chevrolet Corvair à moteur arrière Chevrolet commença à travailler sur une voiture compacte plus conventionnelle qui allait devenir la Chevy II, ceci afin de concurrencer la Ford Falcon et la Plymouth Valiant. La voiture était de construction semi-monocoque avec la partie avant boulonnée à la cabine et l'arrière au coffre. Elle était disponible en cinq styles : coupé deux portes, sedan quatre portes, cabriolet et break. La Chevy II de 1962 était proposée en trois niveaux de finitions : les séries 100, 300 et 400 Nova. Une série 200 était aussi proposée, mais arrêtée presque immédiatement. La plus sportive du lot était la Nova 400 convertible vendue 2 475 $. LA voiture fut produite à 23 741 exemplaires cette première année.

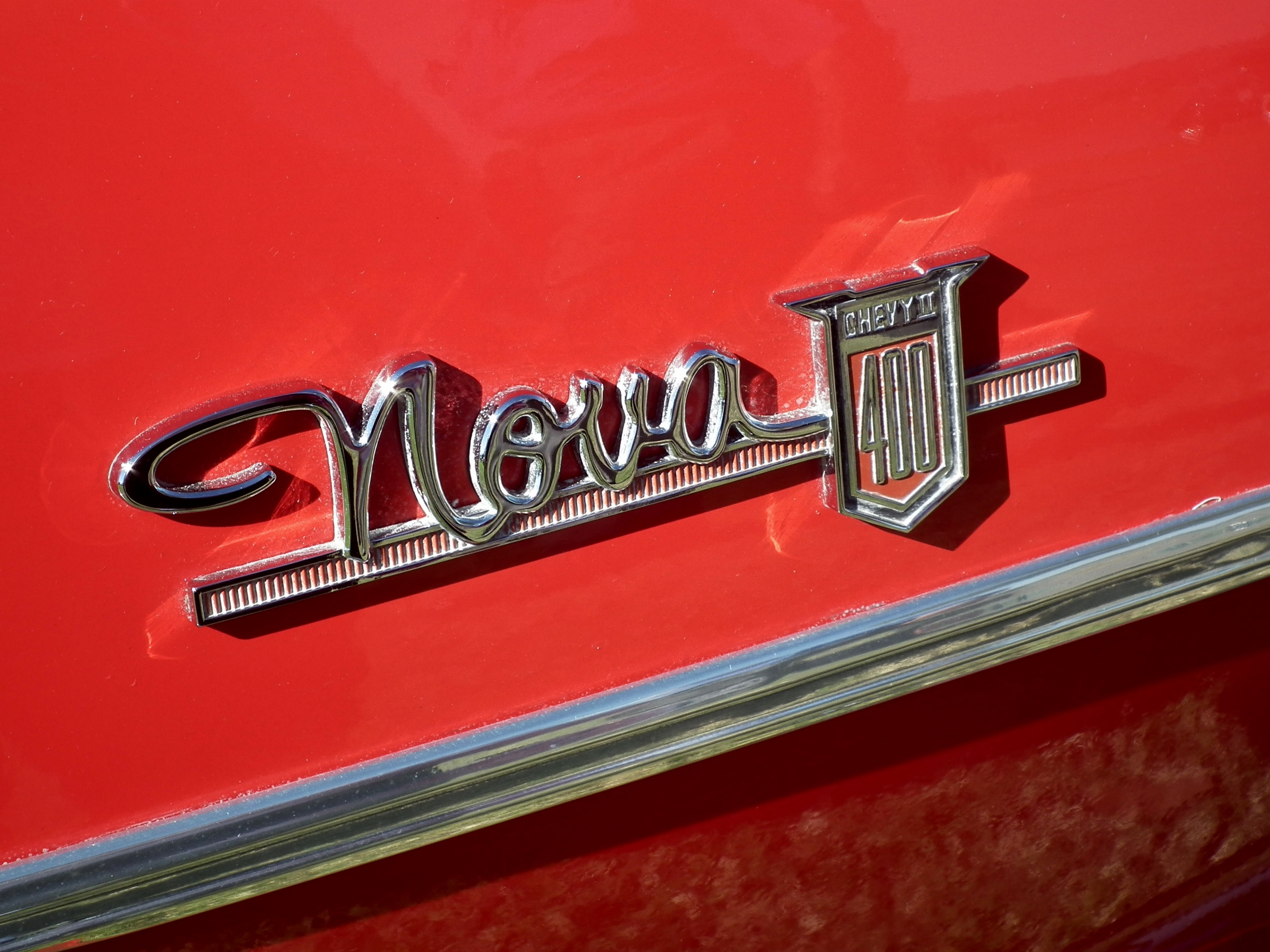
Emblème des Chevrolet Nova des années 1960

Les motorisations disponibles pour la Chevy II en 1962 et 1963 comprenaient le moteur Chevrolet quatre cylindres en ligne de 2,5 litres et une nouvelle troisième génération de moteur six cylindres en ligne de 3,2 litres. Tous ces moteurs étaient équipés de soupapes en tête. Bien que la voiture ne fut pas disponible à l'origine avec un moteur V8, il ne fallut pas longtemps pour que des V8 Chevrolet soient proposés en option par les concessionnaires entre 1962 et 1963, y compris avec l'injection comme sur la Corvette. La combinaison de la puissance des V8 et la légèreté de la voiture fit de la Nova un choix populaire parmi les pilotes de dragster.

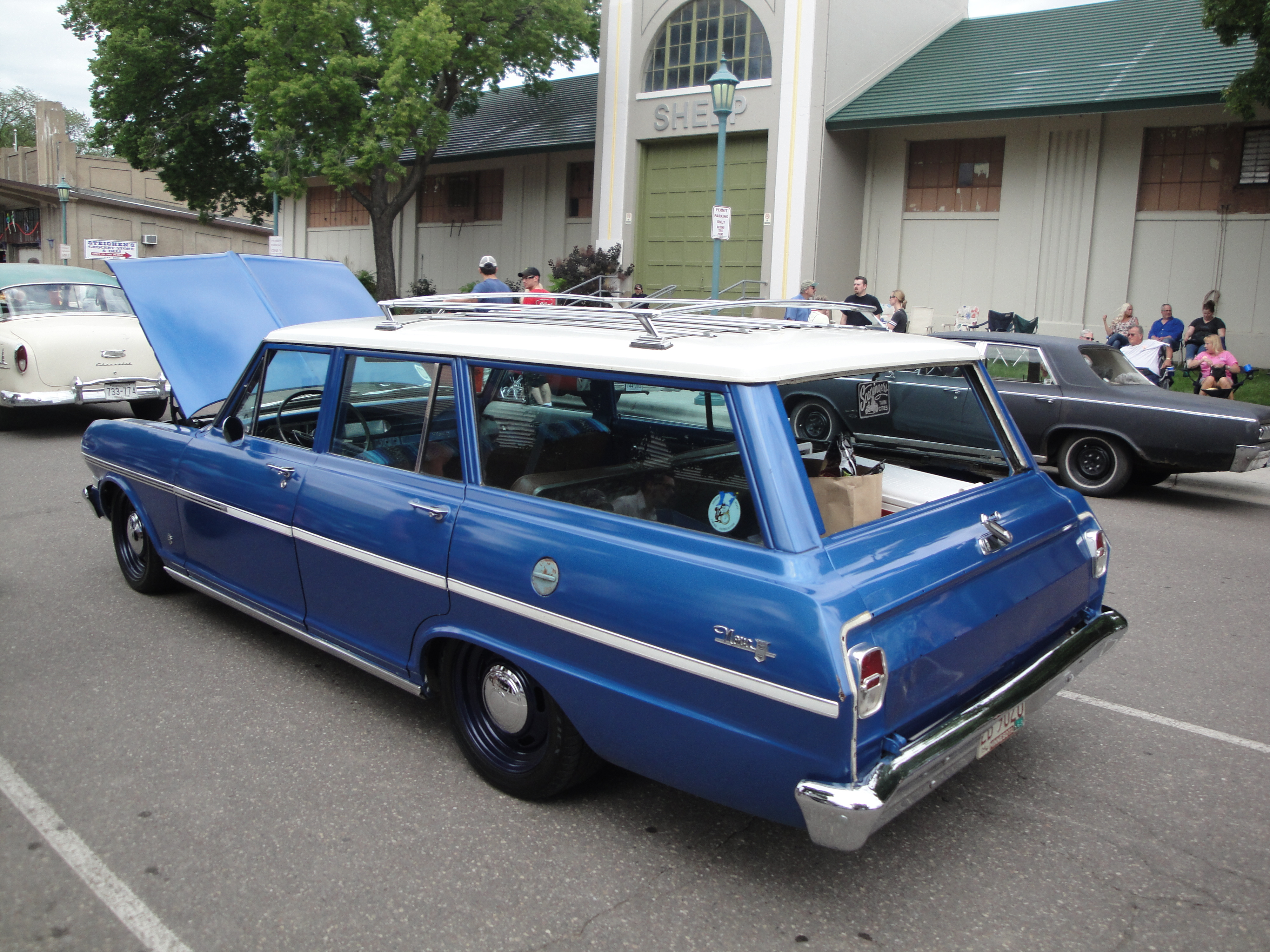
Chevrolet Nova 4Doors Station Wagon 1963

L'option Nova pour la Chevy II était disponible en cabriolet pour 1962 et 1963 et en coupé deux portes hardtop pour 1962-1965, bien que le toit rigide fut abandonné lorsque les modèles 1964 furent introduits, puis finalement reconduits par la suite. Toutes les Chevy hardtops deux portes furent commercialisées comme Coupé Sport.
Pour 1963, la Chevy II Nova Super Sport (SS) fut proposée en version Z03. Elle recevait des emblèmes spéciaux, un ensemble d'instruments de bord, des enjoliveurs, des moulures latérales, des sièges baquets et un levier de vitesses au plancher. Cette version était disponible uniquement sur le coupé sport de la série 400 et en convertibles. Son prix était de 161,40 $, équivalent à 1 247,52 $ aujourd'hui. Comme l'option Nova ne pouvait pas recevoir officiellement de moteurs V8 à ce moment-là, la version SS standard recevait le six cylindres, mais un swap de moteur V8 étaient monnaie courante chez les propriétaires.
Pour 1964, les ventes furent durement touchées par l'introduction de la nouvelle Chevelle, et la Chevy II reçut sa première option d'usine V8, un 4,6 litres de 198 ch (145 kW), ainsi qu'un six cylindres en ligne 3,8 litres. Le six cylindres était en fait le moteur de troisième génération, en remplacement de la deuxième génération Stovebolt. Le rival Chrysler avait déjà développé le Slant Six dans la Plymouth Valiant, une concurrente de la Chevy II, lorsque les voitures furent présentées au public à la fin de 1959-1960. Au lancement à l'automne, le coupé à toit rigide manquait dans la gamme, ce qui contribua à une perte de chiffre d'affaires. Chevrolet réintroduisit la Coupe Sport dans la gamme plus tard dans l'année et il resta disponible jusqu'en 1967.

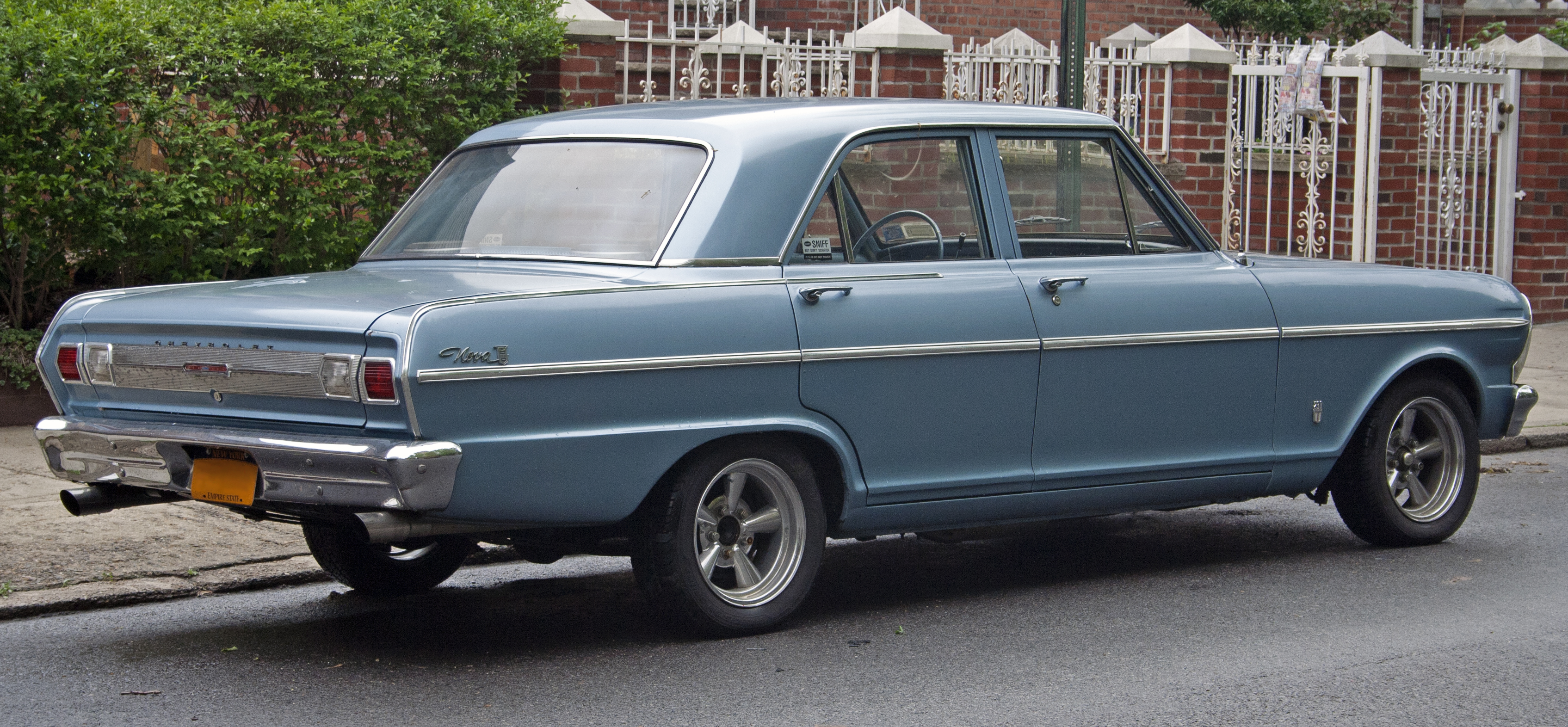
Chevrolet Nova Sedan 1965

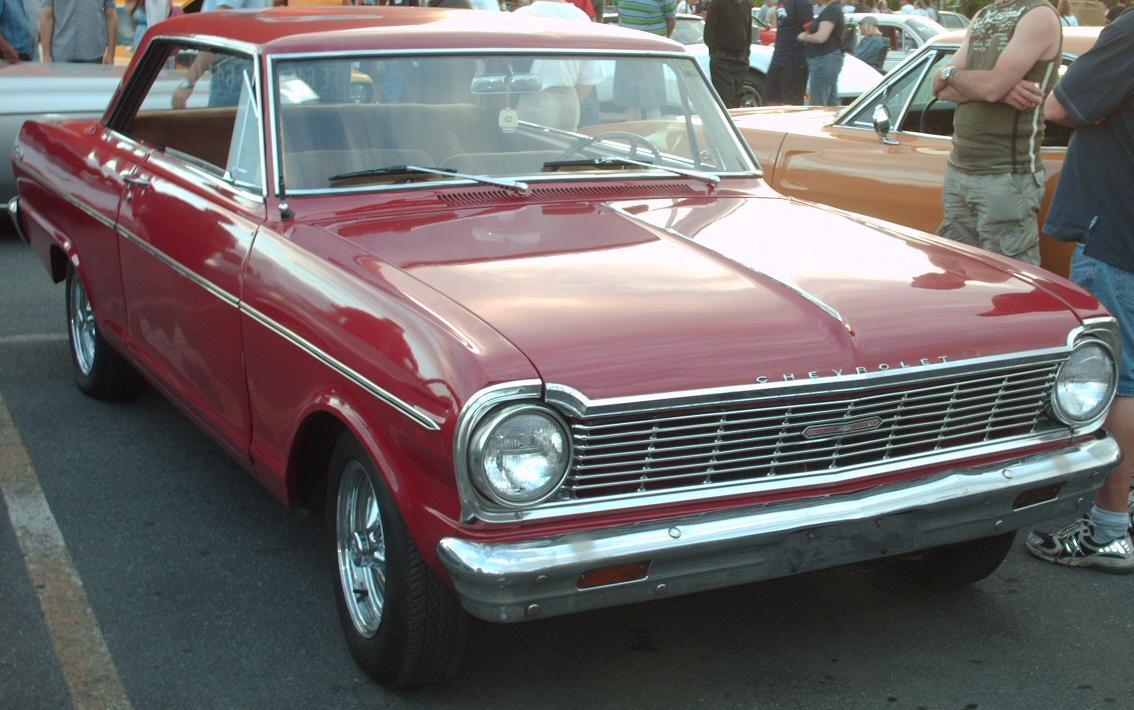
Chevrolet Chevy II Nova SS coupé 1965

Les Chevrolet Chevy II de 1965 furent mises à jour avec un style avant plus propre grâce à une nouvelle calandre pleine largeur dotée de nouveaux encadrements de phares intégrés. Les feux de stationnement étaient maintenant encastrés dans les pare-chocs et les berlines reçurent une nouvelle ligne de toit. Les feux arrière et les feux de recul furent également restylés. La Chevy II 1965 comprenait une entrée de gamme 100 où la plus chic Nova 400, chacune dans trois styles de carrosserie. Le Nova SS venait seulement en coupé sport, et sa production chuta à seulement 9 100 exemplaires. Les Super Sport avaient une nouvelle console en acier brossé avec levier de vitesse au plancher et quatre vitesses manuelles ou Powerglide automatique. La boite manuelle à trois vitesses montée sur la colonne restait le standard. Les sièges baquets texturés avaient une garniture en vinyle, et le tableau de bord recevait des voyants d'ampèremètre et de pression d'huile ainsi que des jauges de température. Une gamme de moteurs élargie donnait aux clients six choix de puissance, du six cylindres aux V8 ; le quatre cylindres était disponible uniquement dans la 100. Pour les amateurs, 1965 est surtout l'année où la Chevy II est devenue une muscle car. Un V8 5,4 litres de 304 ch (220 kW) était disponible, mettant tout à coup les performances de la Nova SS pratiquement sur un pied d'égalité avec la Pontiac GTO, l'Oldsmobile 4-4-2 ou les 271 ch de la Ford Mustang 289. Tout du moins pour les accélérations en ligne droite. À la mi 1965, elle reçut un V8 4,6 L avec échappement double produisant 220 chevaux.
La Chevelle Malibu SS continuait à ronger le marché de la Nova SS : sur les 122 800 Chevy II qui furent construites en 1965 (contre 213 601 Ford Falcon), seulement 9 100 étaient des Super Sports. Pour 1965, la Chevy II eu la douloureuse distinction d'être la seule voiture dans la gamme GM à souffrir d'une baisse des ventes. Il est possible que certaines ventes de Chevy II aient été perdues pour la tout nouvelle Corvair 1965, qui réglait pratiquement tous ses problèmes de 1960-64, recevant des critiques élogieuses des journaux automobiles et présentant un nouveau style élégant associé à la marque (Z-body) et un nouveau châssis.

## Deuxième génération (1966–1967)
En 1966, la Chevy II introduit un vaste restylage tranchant basé en partie sur le concept-car Super Nova. En général, les proportions furent augmentées, mais les dimensions et les caractéristiques changèrent peu. Cela incluait une calandre épaisse et une ligne de toit semi-fastback. Les ailes «bosselées» des extrémités arrière angulaires rappelaient les Chevrolet 1966, bien que les Chevy II 1966 aient eu les feux arrière verticaux et de simples phares. La gamme comprenait les modèles Chevy II 100 et Chevy II Nova 400.

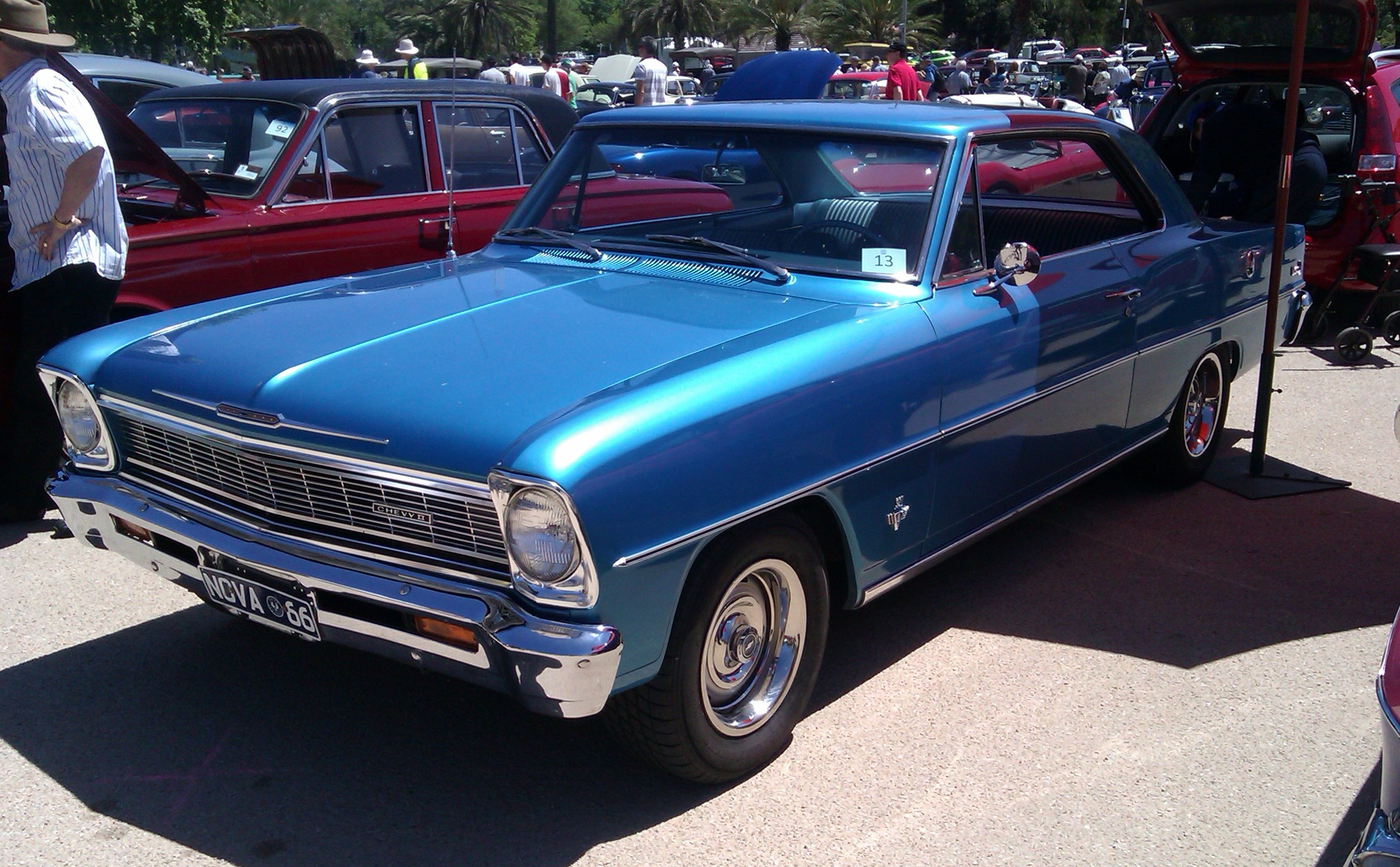
Chevrolet Chevy II Nova Sport Coupe 1966

Pour seulement 159 $ (soit 1 173,66 $ d'aujourd'hui) plus qu'une Nova 400, les acheteurs pouvaient choisir une Nova Super Sport (SS). Disponible uniquement en coupé sport, la Nova SS était le haut de gamme. Le moteur six en ligne de 3,2 litres était standard sur la Super Sport, mais n'importe quel moteur de Chevy II (à l'exclusion du quatre cylindres) pouvait être couplé avec la SS. La Nova SS se distinguait visuellement par de larges caches culbuteurs et un pont en aluminium brillant. Elle avait des emblèmes SS brillants sur la calandre et dans le panneau arrière nervuré, et un emblème Super Sport sur les panneaux de custode. Les enjoliveurs étaient hérités de la Malibu SS de 1965. Les sièges avant Strato-bucket étaient inclus, mais le tachymètre faisait partie des options. La brochure de vente de la Chevy II 1966 présentait la Super Sport comme la "Chevrolet Chevy II Nova Super Sport", le nom "Nova" n'était pas utilisé partout sur la carrosserie. À l'avant et à l'arrière les emblèmes affichaient "Chevy II SS". En 1967, la Chevy II était encore le nom du véhicule, mais les options Nova SS remplaçaient tous les badges Chevy II par des badges Nova SS.

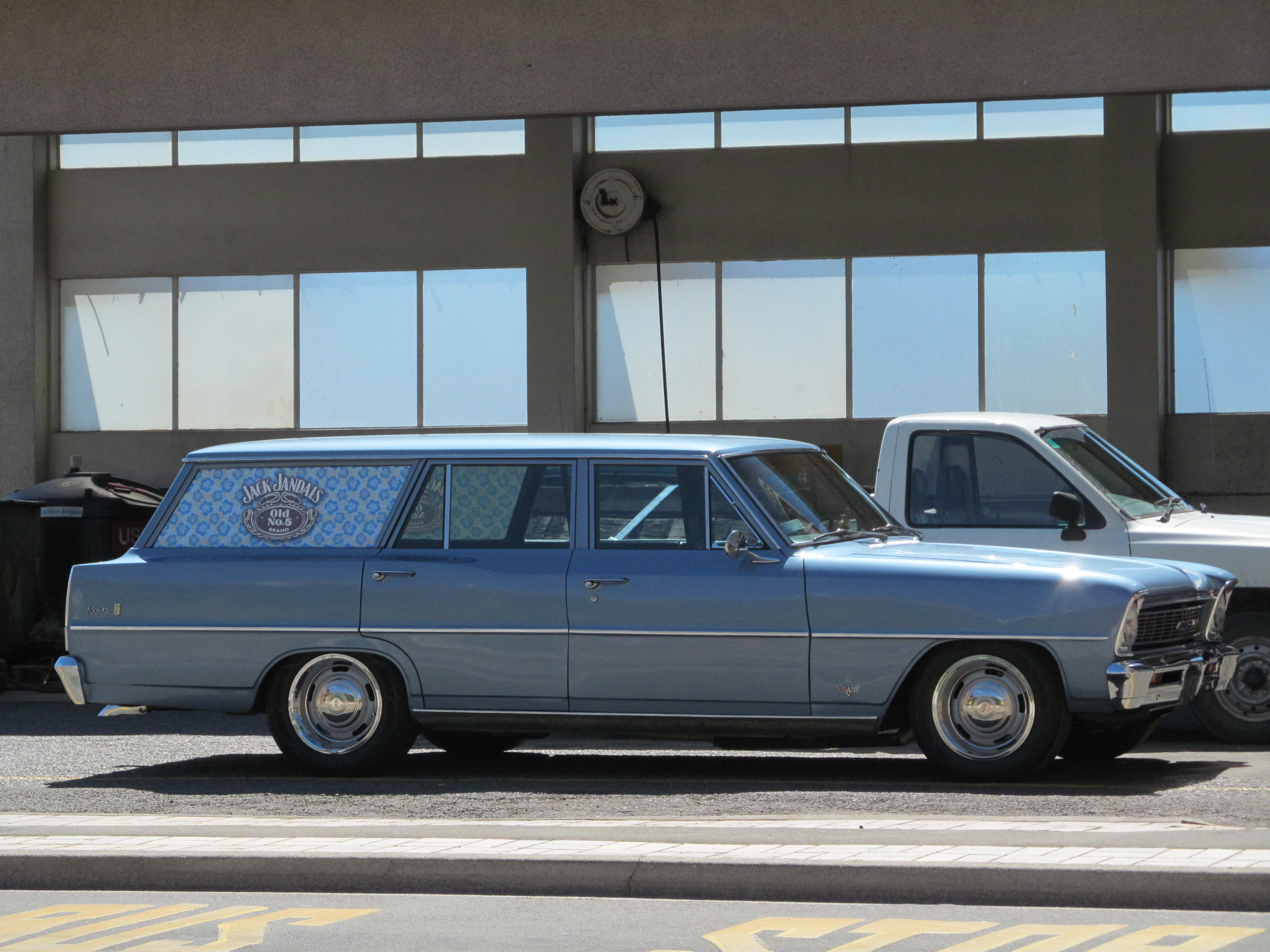
Chevrolet Nova Station Wagon 1966

Le moteur quatre cylindres en ligne de 2,5 litres de 153 ch (114 kW) n'était offert que sur les modèles de base de la Chevy II 100. Les acheteurs pouvaient également commander un moteur six cylindres en ligne 3,2 litres standard dans la SS, un six cylindres en ligne 3,8 litres, un V8 4,6 litres de 195 ch (145 kW) ou 220 ch (160 kW), un V8 de 5,4 litres de 316 ch (205 kW) et un moteur performance, le nouveau V8 Turbo-Fire 5,4 litres de 350 ch (260 kW) apparu pour la première fois dans la Chevelle. Ce moteur avec la transmission manuelle à quatre rapports courts transformait la Nova normalement douce en une véritable muscle car. La boite automatique Powerglide n'était disponible qu'avec ce moteur de 350 ch.

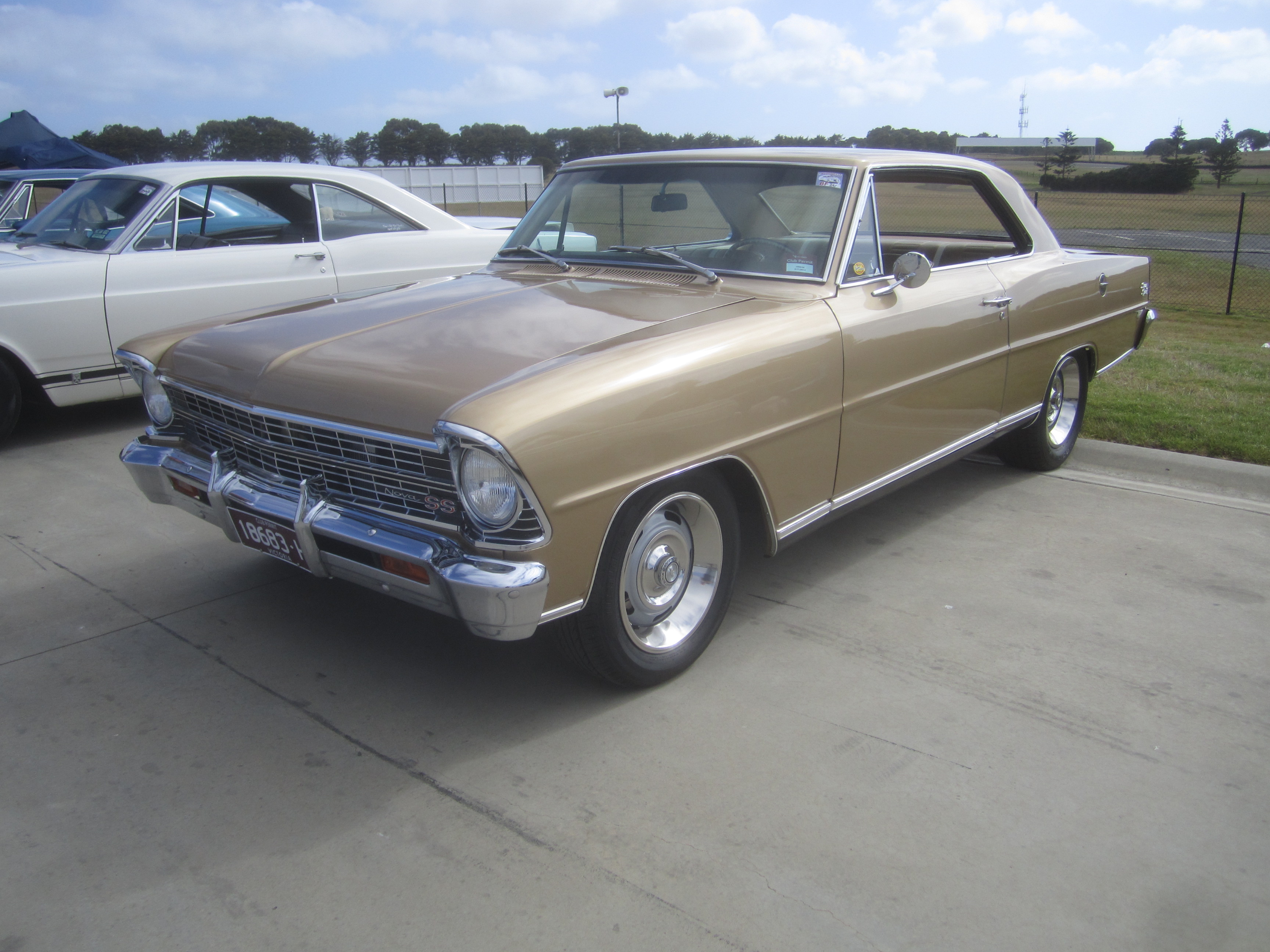
Chevrolet Nova SS Sports Coupe 1967

Pour 1967 les modèles ne reçurent rien de plus qu'une retouche après le restyling de 1966. Toutes les Nova adoptaient un motif en hachure qui remplissait le panneaux de garniture. La Nova qui s'appelait officiellement toujours Chevrolet II Nova avait dépassé les ventes des Chevy II 100. Celles-ci ne recevaient pas beaucoup de chrome. Les modèles 1967 apportèrent des améliorations significatives dans le domaine de l'équipement de sécurité comme une colonne de direction et un volant à absorption d'énergie imposés par le gouvernement, des pièces intérieures souples tels que les accoudoirs et les pare-soleil, des boutons de tableau de bord encastrés et des ancrages de ceinture avant dans tous les modèles de 1967.
En 1967 la Chevy II et sa version de luxe Nova continuèrent d'attirer les acheteurs de voitures compactes, mais la Chevrolet Camaro, introduite cette année là, enleva quelques ventes à la Nova. Disponible uniquement en version coupé hardtop, la Chevrolet Nova SS 1967 reçu une nouvelle calandre en aluminium anodisé avec des touches de noir. Les enjoliveurs SS furent de nouveau réutilisés, venant cette fois de l'Impala SS 1965-66. Les insignes "Chevy II SS" de 1966 furent remplacés par des emblèmes "Nova SS" pour 1967. Les versions Nova débutaient avec un moteur six cylindres en ligne 3,2 litres, mais aussi le nouveau six cylindres en ligne 4,1 litres. Parmi les autres options moteur, il y avait un V8 4,6 litres de 195 ch (145 kW) et, pour 93 $ de plus, un V8 de 5,4 litres de 275 ch (205 kW). Les coupés Nova SS avaient un levier de vitesses monté sur console avec la transmission automatique Powerglide ou un manuel à quatre vitesses. D'autres modèles avaient un changement de vitesse monté sur la colonne. Par rapport à la production de l'année modèle 1966, les ventes des modèles de 1967 chutèrent de plus d'un tiers pour atteindre 106 500 (dont 12 900 familiales). Environ 10 100 Nova SS Chevrolet trouvèrent un acquéreur cette année, dont 8 200 avec des moteurs V8. Pour les séries Chevy II 100, les moteurs six cylindres se vendaient bien mieux que les V8.

## Troisième génération (1968–1974)

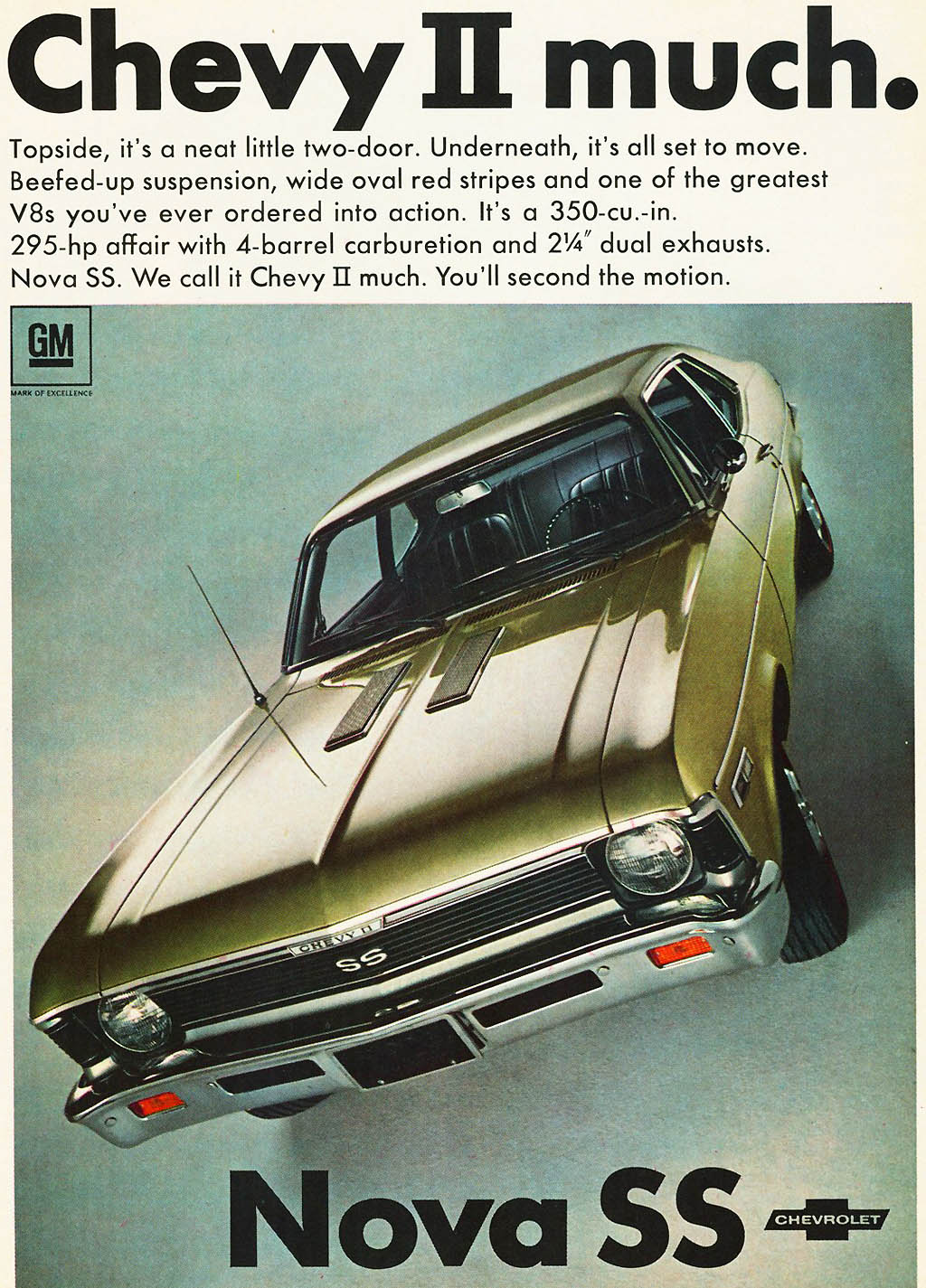
Publicité Chevrolet Nova 1968

Pour 1968 les modèles furent entièrement repensés avec un restylage étendu sur un empattement plus long de 2 819 mm qui donna aux compacts Chevy un châssis juste 25 mm plus court que celui du coupé de taille moyenne Chevelle. Le coupé sport à toit rigide fut arrêté ainsi que le break. Cela correspondait à une tendance de l'industrie qui laissa AMC seul fabricant américain de breaks compacts jusqu'à ce que Chrysler rejoigne le marché en 1976 (la Ford Falcon 1966-70 était en fait un intermédiaire avec une carrosserie identique à celle de la Fairlane). Un changement notable fut l'assemblage d'un faux châssis avant (par rapport à Ford, Chrysler et AMC, dont les voitures avaient toute la suspension avant intégrée à la carrosserie), un sous-châssis séparé abritait le groupe motopropulseur et la suspension avant (comme sur les véhicules de grande taille de GM) remplacèrent la configuration antérieure. Bien que la conception de ce sous-châssis avant ait été unique pour la Nova, la Camaro présentée un an plus tôt fut la première à incorporer une telle conception; Cette Nova redessinée arriva un an plus tôt, en 1968 au lieu de 1969. La brochure de vente proposait 15 choix de moteurs pour les coupés et une douzaine pour les berlines. Les options comprenaient les freins assistés et la direction assistée, la climatisation quatre saisons (Comfort-Car), les ceintures d'épaule arrière et les appuie-tête. Il y eut quelques Chevrolet Nova construites avec le six cylindres en ligne de 3,2 litres, le même moteur qui avait été utilisé dans les générations précédentes de la Chevy II. Cette année, les ventes de Nova diminuèrent de moitié.
En 1969, Chevrolet arrêta la désignation Chevy II pour sa voiture compacte. Elle était maintenant désignée simplement comme Chevrolet Nova. Le moteur quatre cylindres de 2,5 litres fut proposé entre 1968 et 1970, puis abandonné par manque d'intérêt (en dehors de ses autres usages sur la Jeep DJ-5A, la Jeep Postale ou un moteur marin/industriel) laissant le champ libre pour la Vega. Le six cylindres de 4,1 litres et le V8 5,0 litres qui remplaçaient le V8 de 4,6 litres des années précédentes étaient beaucoup plus populaires. Plusieurs unités furent produites avec un moteur de 327 pouces cubes de 275 ch (205 kW), avec carburateur quadrajet quatre corps et une transmission Saginaw à quatre vitesses associée à un pont arrière robuste à 12 boulons pour la transmission. Au milieu de l'année, une transmission semi-automatique basée sur la Powerglide appelée Torque-Drive (RPO MB1) fut introduite en option à faible coût ~ (100 $ de moins que la Powerglide) pour une conduite sans embrayage. La Powerglide à deux vitesses était toujours la seule boîte de vitesses entièrement automatique disponible sur la plupart des moteurs, car le plus convoité à trois vitesses Turbo-Hydramatic n'était disponible qu'avec les plus gros moteurs V8.

### Nova SS

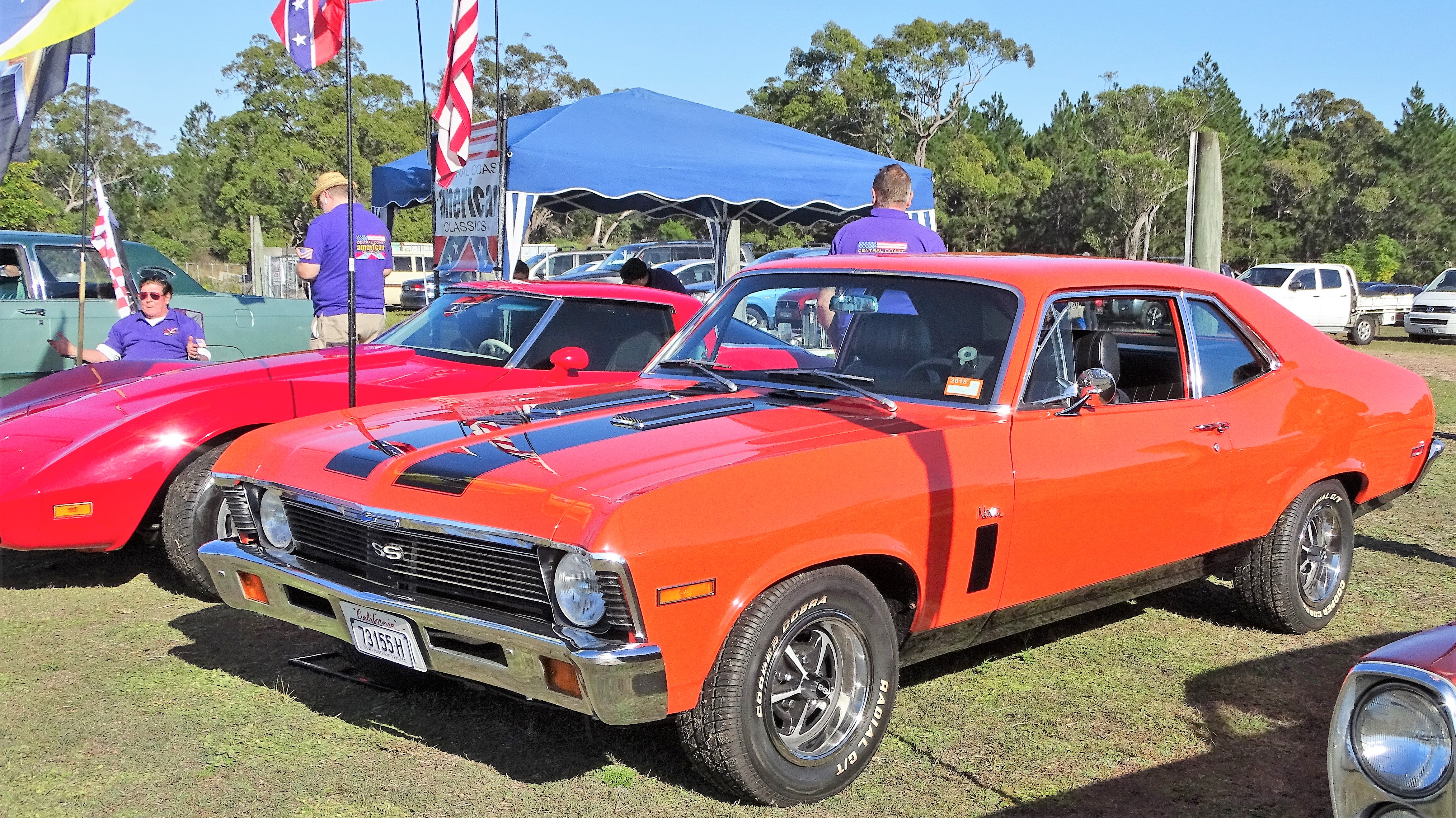
Chevrolet Nova SS (Coupé)

En 1968 la Nova Super Sport fut transformée, passant d'une simple option de garnitures à un ensemble performance. L'une des plus petites muscle car jamais offerte par Detroit proposait maintenant un moteur V8 5,7 litres de 295 ch (220 kW) avec une suspension renforcée et d'autres équipements performance, au prix de 312 $ US. Les moteurs optionnels comprenaient deux versions du V8 big block 6,5 L de 350 ch (260 kW) et 375 ch (280 kW), soit 348 $. Les deux moteurs étaient proposés avec un choix de transmissions comprenant la boite manuelle quatre vitesses à rapports courts M-21, la boite manuelle quatre rapports renforcée « Rock Crusher » M-22, ou la transmission automatique à trois vitesses Turbo-Hydramatic 400. Au total, 5 571 coupés SS furent produits en 1968. Les Nova arborèrent le badge SS jusqu'en 1976. En 1968 les freins à disque avant étaient une option sur les Nova SS.

### 1969-74
Pour 1969, la plaque signalétique Chevy II fut retirée, laissant place à une plaque Nova. L'écusson «Chevy II by Chevrolet» fut remplacé par «Nova by Chevrolet» et l'écusson «Chevy II» au-dessus de la calandre remplacé par l'emblème Chevrolet. Le modèle 1969 était promu sous le nom de modèle Nova dans la documentation commerciale Chevrolet.

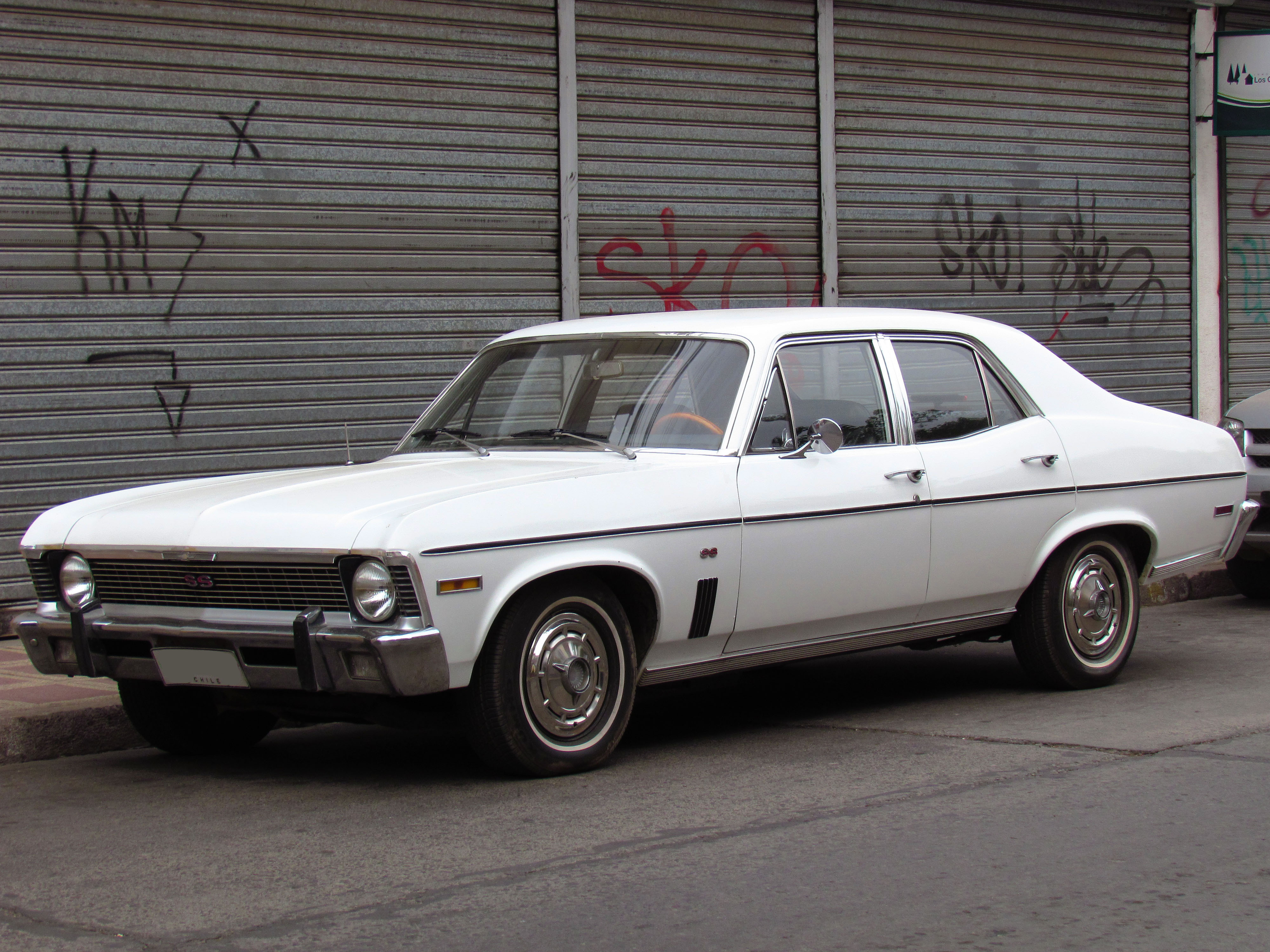
Chevrolet Nova Sedan 1970

Comme pour les autres véhicules GM de 1969, des colonnes de direction verrouillables furent intégrées aux Nova. Des extracteurs d'air factices furent ajoutés sous l'emblème Nova, maintenant placé sur l'aile avant derrière le passage de roues au lieu des ailes arrière. Le V8 de 5,7 litres avec carburateur quadruple corps de série sur l'option SS reçut une augmentation de cinq ch (quatre kW) à 300 ch (220 kW), tandis qu'une version carburateur à double corps du V8 5,7 litres, évalué à 255 ch (190 kW), était une nouvelle option sur les modèles non SS. Le prix de l'option SS resta à 312 $. Une nouvelle transmission automatique Turbo-Hydramatic 350 à trois vitesses était proposée sur les Nova non SS six cylindres et V8, l'ancienne Powerglide à deux vitesses continuant d'être disponible sur les plus petites Nova 1969. Les modèles SS furent les premiers modèles Nova à avoir des freins à disque avant standard.
La Nova de 1970 était essentiellement une refonte du modèle 1969. Les feux latéraux et arrière étaient plus larges et disposées un peu différemment. C'était la dernière année pour la SS 396 (en fait, un moteur de 6,6 litres. Tous les autres moteurs furent maintenus, y compris le quatre cylindres rarement commandé qui était dans sa dernière année. La voiture devint finalement simplement Chevrolet Nova cette année après deux années de plaques de transition (Chevy II Nova en 1968 puis Chevrolet Chevy Nova en 1969). Sur 254 242 Nova vendues en 1970, 19 558 étaient des versions SS 350 ou SS 396. Environ 177 Nova furent commandées au Central Office Production Order (COPO), 175 furent converties par Yenko Chevrolet. Les deux autres furent vendus au Canada. La Nova fut utilisée dans les courses Trans-Am cette année là.

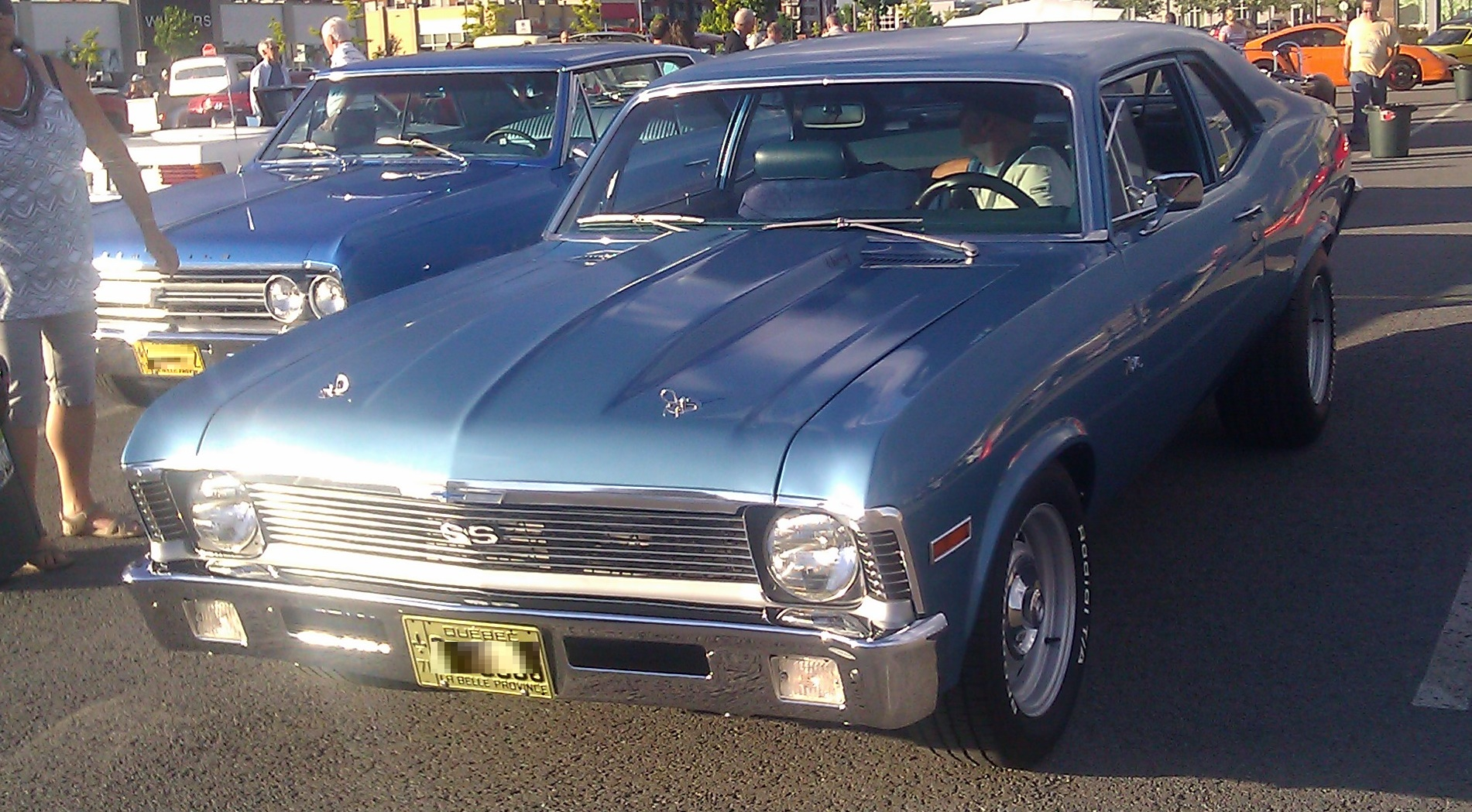
Chevrolet Nova SS 1971

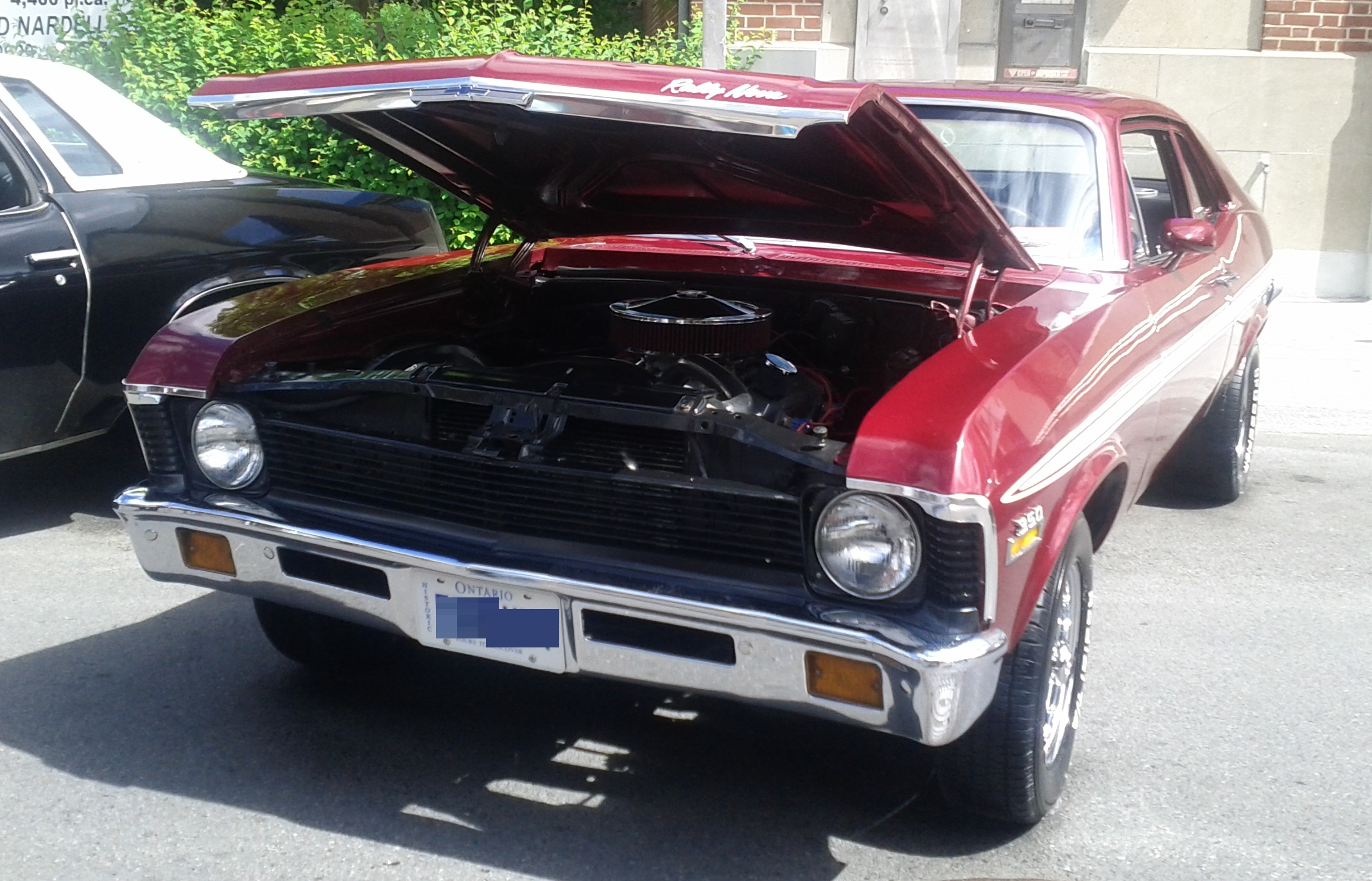
Chevrolet Nova Rally

Les modèles 1971 étaient similaires à l'année précédente. Le V8 6,5 litres fut remplacé par le 5,7 litres du modèle SS. 1971 vit l'introduction de la Rally Nova, un niveau de finition qui ne dura que deux ans (jusqu'à sa refonte en 1977). Le kit Rally comprenait des rayures noires ou blanches sur toute la longueur de la voiture et autour du coffre, un autocollant Rally Nova sur le capot côté conducteur, des roues Rally à six emplacements, des ressorts arrière à lames multiples et un rétroviseur "sport" réglable de l'intérieur. La Vega, très médiatisée, vola les ventes de la Nova cette année, mais la compacte connut un regain de popularité qui dura jusque dans les années 1970.
Le moteur six cylindres 4,1 litres était maintenant le moteur standard sur la Nova avec la disparition des quatre cylindres 2,5 litres et des six cylindres 3,8 litres. Les V8 5,0 litres et 5,7 litres furent repris de 1970. Tous les moteurs avaient des taux de compression abaissés pour permettre l'utilisation d'essence sans plomb grâce à un mandat d'entreprise de GM entré en vigueur en 1971.
Après 1971, d'autres divisions GM commencèrent à rebadger la Nova pour leur nouveau véhicule d'entrée de gamme, comme les Pontiac Ventura II (une option de finition pour les Pontiac de 1970), Oldsmobile Omega et Buick Apollo. Cela devait permettre de renforcer la fidélité aux marques dans les divisions respectives de GM, bien que la société ait plus tard fusionné son ingénierie avec le partage de plate-forme pour réduire les coûts. Fait intéressant, les initiales des quatre noms de modèles donnaient l'acronyme NOVA (Nova, Omega, Ventura, Apollo).

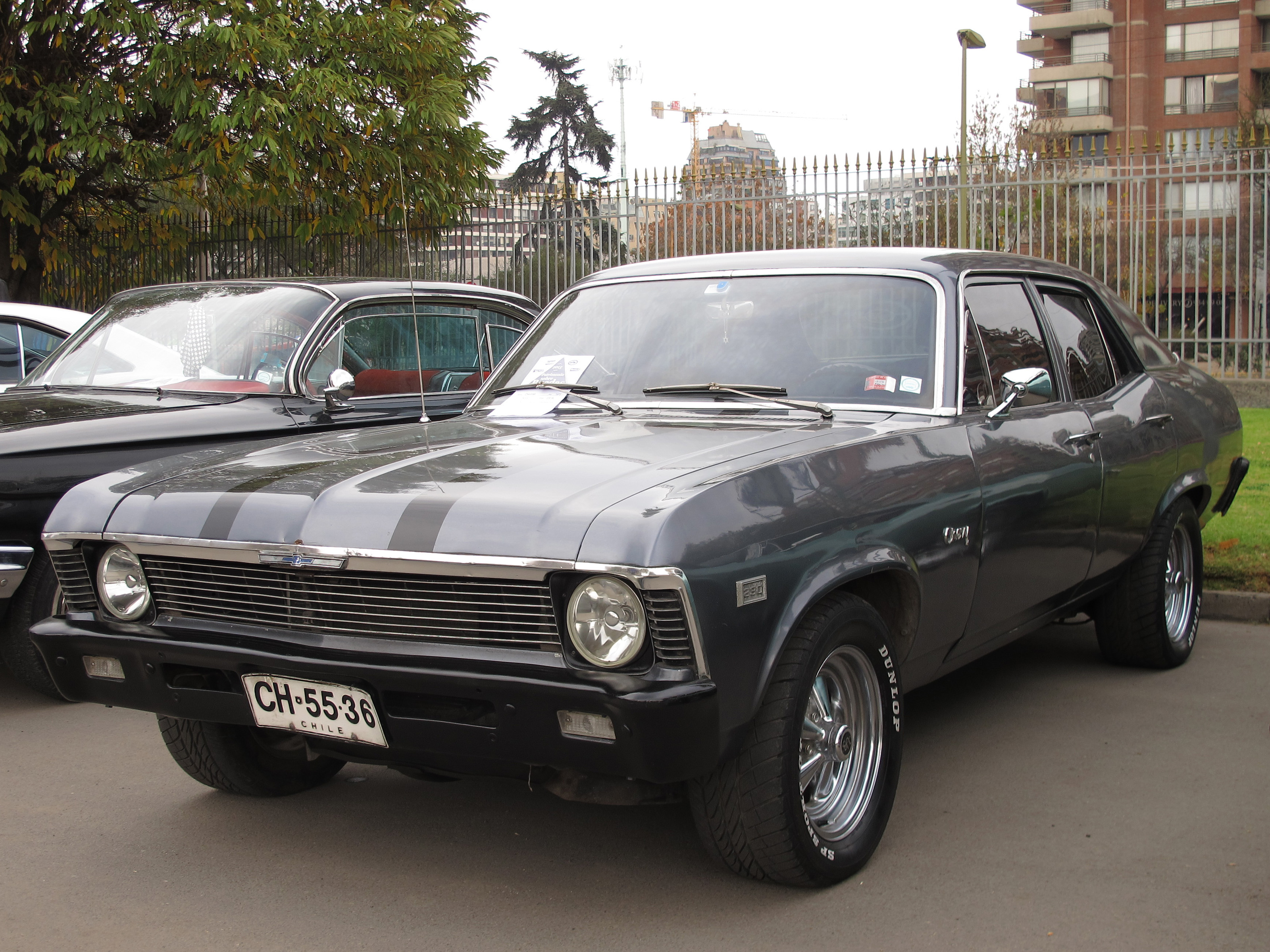
Chevrolet Nova 230 Sedan 1972
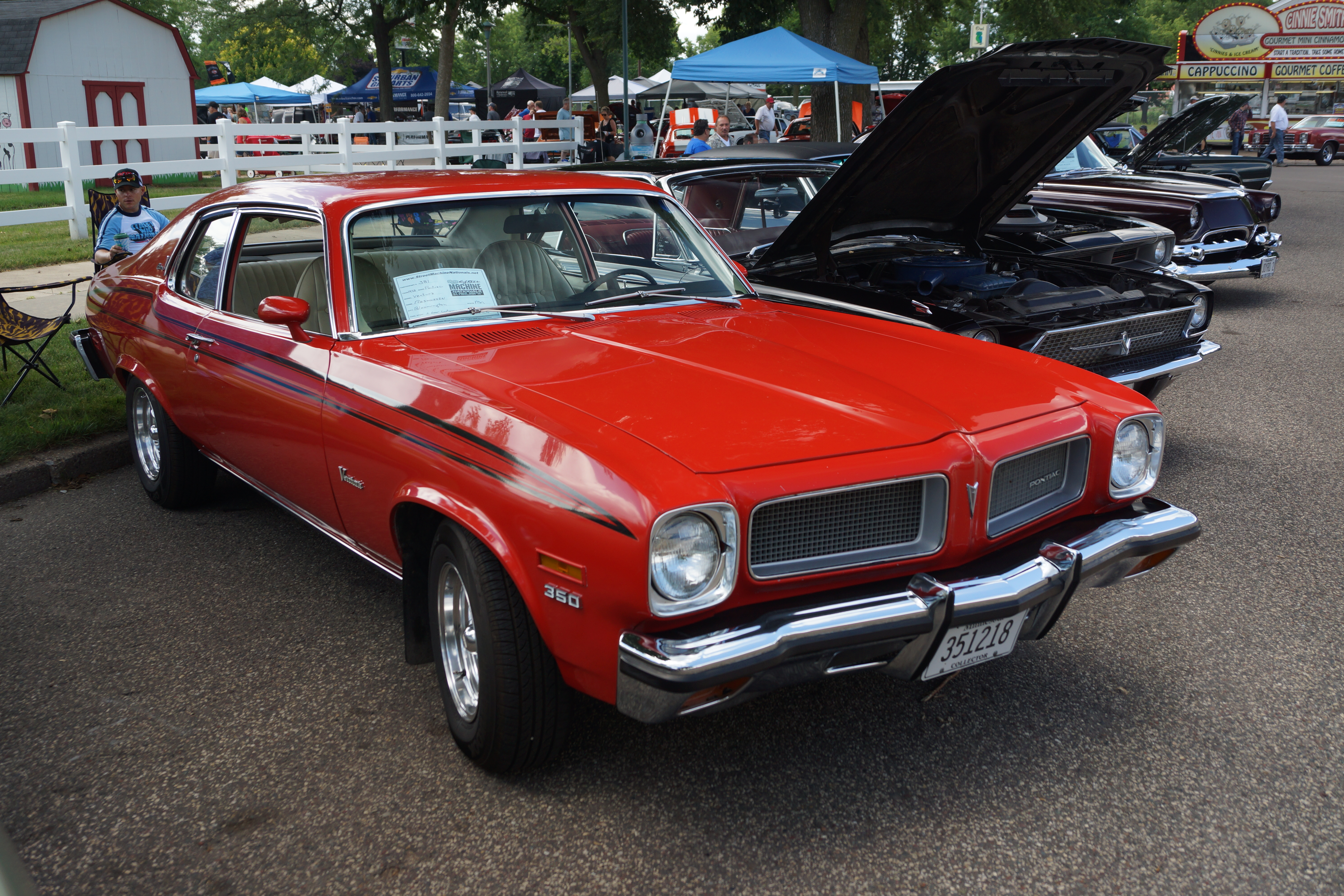
Pontiac Ventura 1973
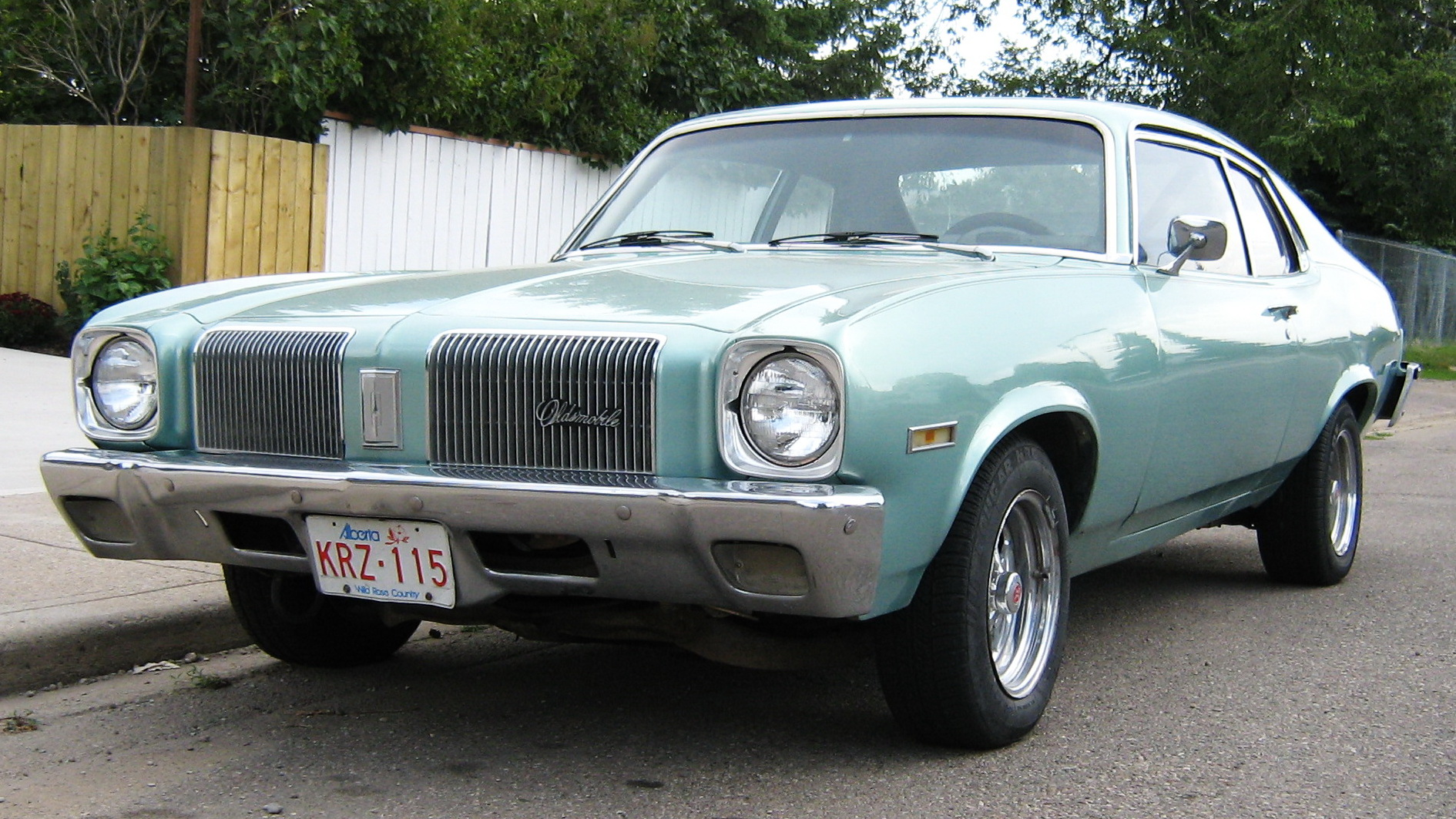
Oldsmobile Omega 1973
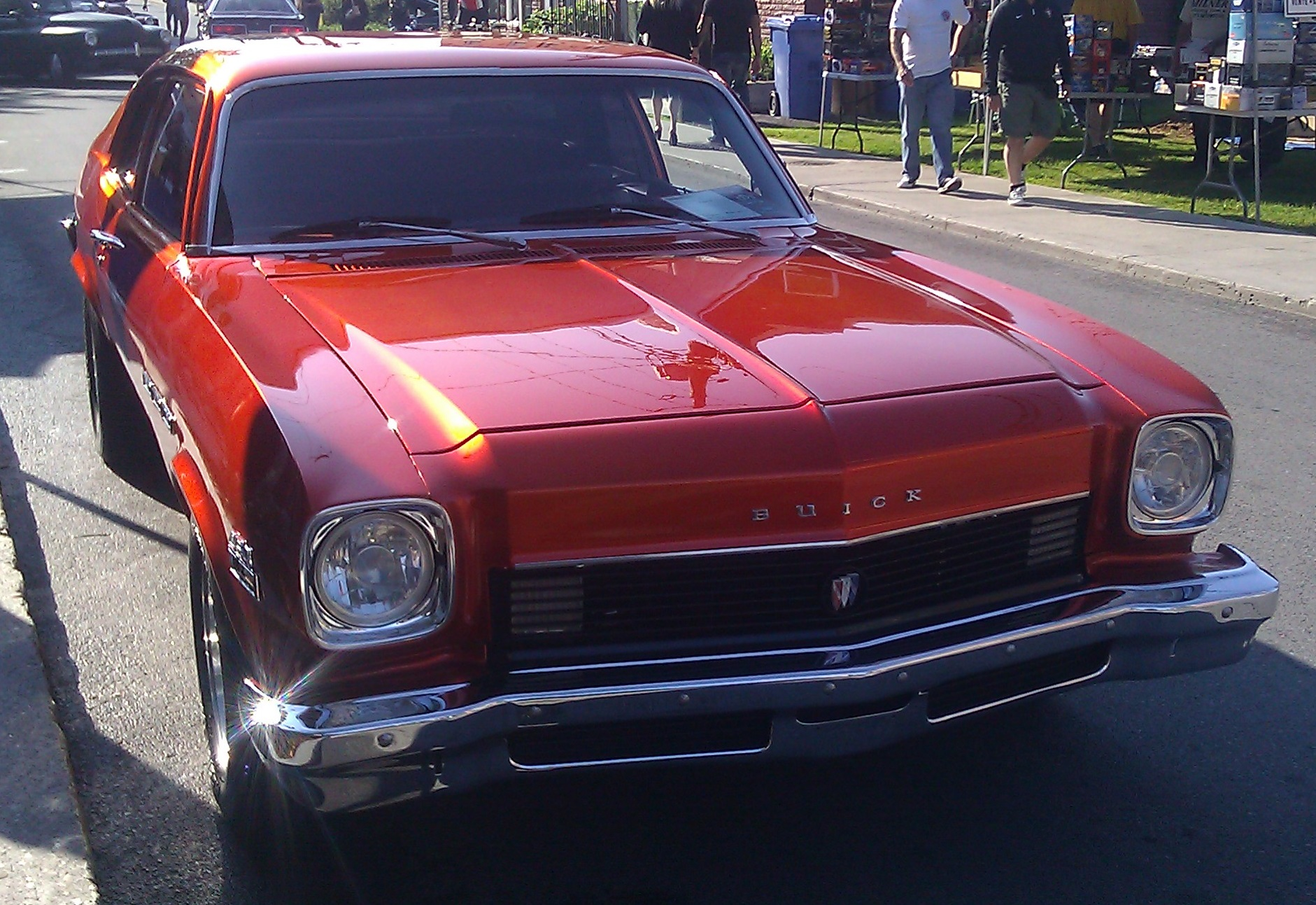
Buick Apollo 1973

Pour 1972 la Nova ne reçut que des modifications mineures. La finition Rally avec suspension spéciale revint et fut un choix plutôt populaire, avec 33 319 unités vendues. L'équipement Super Sport équipa 12 309 coupés. La production de Nova déménagea à Norwood, Ohio, où les voitures étaient assemblées aux côtés de la Camaro. Au milieu de l'année, une option de toit ouvrant appelée Sky Roof devint disponible sur les modèles à deux portes. En outre, les sièges baquets Strato optionnels disponibles sur les coupés changèrent de la conception lombo-sacrée précédente avec appuie-têtes réglables pour des sièges à haut dossier avec appuie-tête intégrés introduits l'année précédente sur les modèles Camaro et Vega. Malgré l'absence de changement, la Nova connu sa meilleure saison de vente depuis des années, la production des modèles 1972 atteignant 349 733 exemplaires. Parmi ceux-ci, 139 769 avaient le moteur six cylindres.

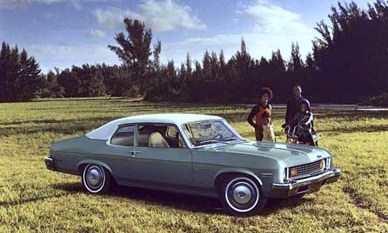
Chevrolet Nova Coupe 1973

L'année modèle 1973 fut la présentation d'un style de carrosserie à hayon basé sur le coupé deux portes. L'avant et l'arrière de la Nova furent redessinés à la suite d'un décret gouvernemental visant à équiper les véhicules de pare-chocs capables d'absorber un impact à basse vitesse de 4,0 km/h. Pour aller avec ces pare-chocs plus grands, les stylistes équipèrent la Nova d'une nouvelle calandre avec un insert hachuré à motifs et des feux de stationnement à l'intérieur des phares. En 1974, ces pare-chocs pouvaient absorber des impacts de 8 km/h.
Une option SS restait disponible, mais il s'agissait simplement d'un ensemble d'habillage à 123 $ comprenant une calandre et des roues Rally qui pouvaient être commandées avec l'un des moteurs Nova. 35 542 kits SS furent installés, faisant de 1973 l'année la plus vendue pour cette option. Une forme modifiée de la vitre arrière fut également introduite, éliminant les fenêtres d'aération des modèles à deux ou quatre portes. Une suspension arrière révisée fut adaptée de la deuxième génération de Camaro avec des ressorts à lames multiples remplaçant les ressorts mono-lame utilisés sur les Nova depuis le modèle original de 1962. À cette époque, les moteurs six cylindres et V8 étaient de rigueur pour les voitures compactes américaines. Les V8 5,0 litres et 5,7 litres devenant assez courants. La Nova de 1973 avec moteur six cylindres ou V8 5,0 litres étaient parmi les dernières Chevrolet à être offerts avec la transmission automatique à deux vitesses Powerglide, qui était dans sa dernière année de production. Une série Custom rejoint la ligne Nova ainsi qu'une berline Custom pour 2 701 $ avec un moteur six cylindres. C'était 173 $ de plus que la version hayon à deux portes six cylindres de base. L'air conditionné pouvait être ajouté pour 381 $. Chaque Chevrolet Nova de 1973 était équipée de renforts de portes, d'une isolation acoustique supplémentaire ainsi que de systèmes de ventilation à flux continu. Un toit ouvrant pouvait être installé et des sièges arrière rabattables étaient disponibles.

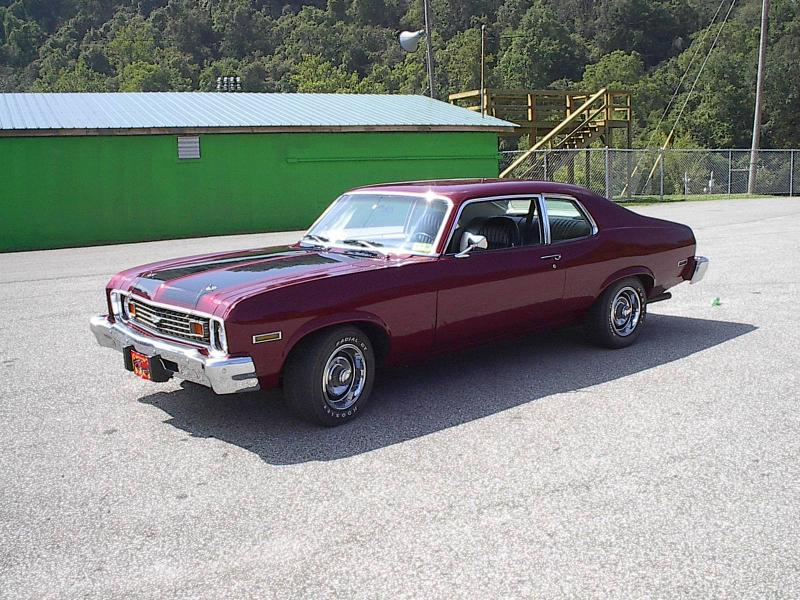
Chevrolet Nova Coupe 1974

En 1974, la Nova reçut des feux de stationnement plus grands et de nouveaux emblèmes de calandre, ainsi que des pare-chocs modifiés qui ajoutaient 51 mm de longueur et permettaient d'amortir les impacts mineurs. La boite Powerglide fut remplacée par une version allégée de la Turbo-Hydramatic 350 à trois vitesses (THM 250) déjà offerte avec le V8 5,7 litres, qui était le seul V8 proposé pour 1974. Les ventes de Nova continuèrent la progression qu'elles avaient connue depuis 1972, approchant les 400 000 voitures pour 1974. Les Nova six cylindres furent les grands gagnants, les ventes de V8 Nova diminuant dans les années de la première crise énergétique où les pays du Moyen-Orient réduisirent leurs exportations de pétrole. Après avoir attendu des heures dans les fumées de gaz à s'inquiéter de la perspective d'un rationnement du carburant, les modèles compactes économiques semblaient plutôt une bonne chose pour beaucoup d'Américains. La Nova faisait l'affaire.
La Nova « Spirit of America » fut introduite en 1974. En prévision du bicentenaire des États-Unis en 1976, les Nova Coupés en édition limitée étaient peintes en blanc et présentaient des bandes bleues et rouges ainsi que des tapis et tissus intérieurs rouges et bleus. Cette année là, Oldsmobile et Buick entrèrent à leur tour sur le marché des voitures compactes. L'Apollo et l'Omega firent toutes les deux leurs débuts en utilisant les mêmes carrosseries que la gamme Nova. Des options supplémentaires étaient incluses sur ces modèles semblables à la Nova, telles que l'éclairage sous le tableau de bord et dans la boîte à gants. La dernière GTO de Pontiac de cette époque était basée sur un coupé Ventura de 1974, lui-même basé sur la Nova, mais équipé d'un capot de coffre de TransAm.
Les Nova et toutes les voitures de 1974 furent équipées d'un relais sensible au poids dans le siège avant qui empêchait le démarrage du véhicule jusqu'à ce que la ceinture de sécurité du conducteur soit bouclée, à la suite d'un mandat de sécurité de la NHTSA. Plus tard, une loi adoptée par le Congrès abrogea le mandat exigeant ce type de dispositif, déclarant qu'il portait atteinte à la liberté de choix du conducteur, et permettait aux propriétaires de voitures de 1974 d'avoir le verrouillage de la ceinture de sécurité contourné. Les appareils n'étaient pas inclus dans les futurs modèles Nova. En plus de ce verrouillage controversé de la ceinture de sécurité, une nouvelle sangle de sécurité monobloc « inertielle » à ceinture et épaulettes était offerte de série aux deux passagers avant, ainsi qu'une pince en plastique fixée à l'appuie-tête pour guider la ceinture sur l'épaule.

### Yenko Nova

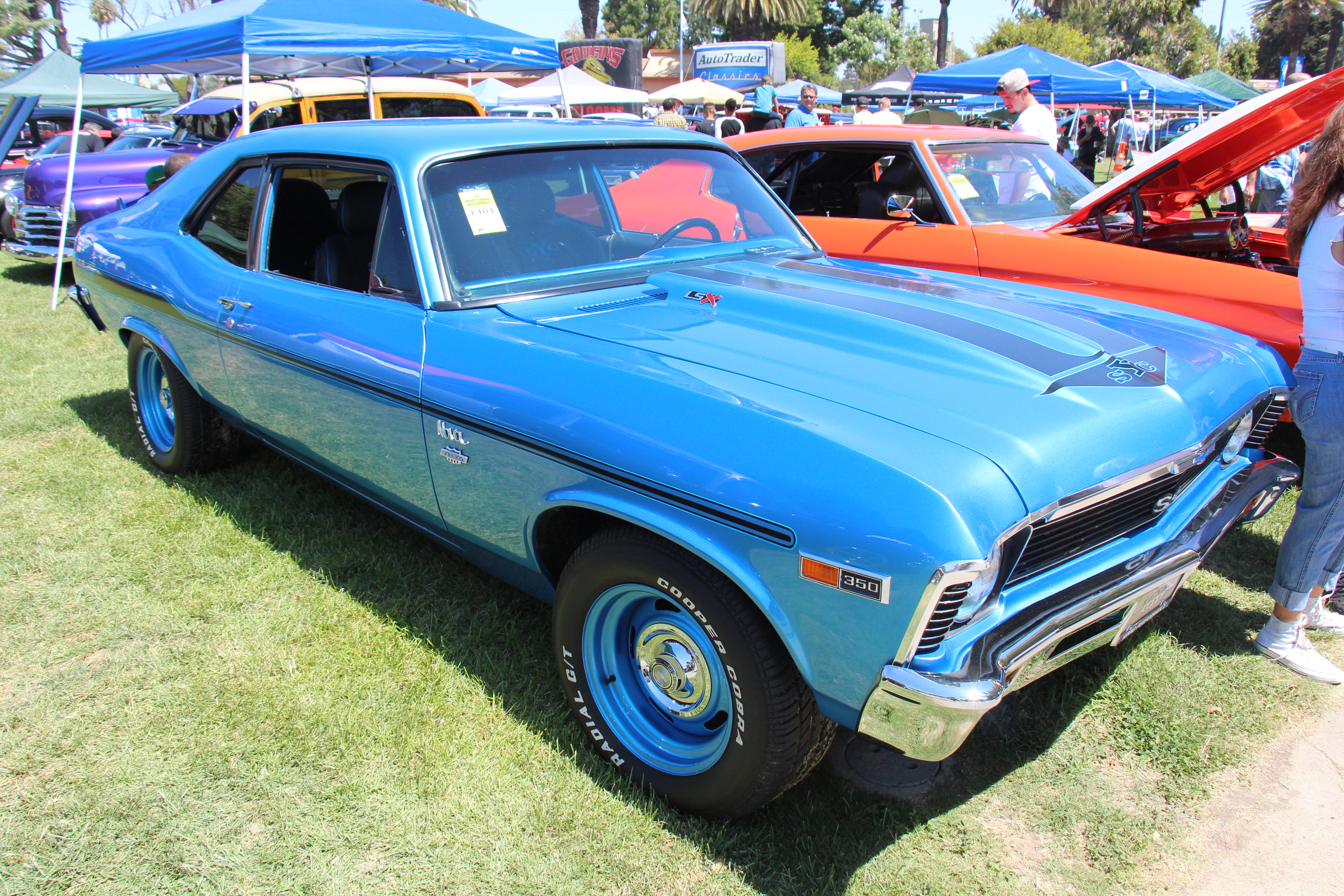
Yenko Nova 1970

Don Yenko, de Yenko Chevrolet à Canonsburg en Pennsylvanie, rééquipa une série de Nova de troisième génération (ainsi que des Chevelle et Camaro) pour obtenir des performances optimales afin de rivaliser avec les Ford Mustang, Plymouth Barracuda et Dodge Challenger. La Nova, spécialement redessinée (connue parfois sous le nom de «Yenko Supernova»), avait un châssis et un système de suspension plus solides pour abriter le puissant et lourd V8 de 7,0 litres des Yenko Super Cars. Seulement 37 exemplaires furent produits avec un prix de vente de 4 000 $. Aujourd'hui, seulement sept exemplaires sont enregistrées et connues. En 1970, les normes d'émissions et la consommation de carburant firent des ravages parmi les muscle cars. Pour contrer cela, Yenko proposa un V8 Chevy 5,7 litres à haut rendement dans sa gamme spéciale de Nova, le même moteur que les nouvelles Camaro Z-28 et Corvette LT1. De plus, la nouvelle « Yenko Deuce », comme on l'appelait, avait une suspension, une transmission et des mises à niveau de l'essieu arrière étendues, ainsi que des bandes, des insignes et des autocollants intérieurs très suggestifs.

### Prix
Les prix de vente des fabricants d'origine pour la troisième génération Nova étaient les suivants :
- 1969 : 251 900 exemplaires produits. Prix de vente, 2 240 - 2 435 $.
- 1970 : 142 295 exemplaires produits. Prix de vente, 2 175 - 2 200 $.
- 1971 : 194 878 exemplaires produits. Prix de vente, 2 175 - 2 285 $.
- 1972 : 349 733 exemplaires produits. Prix de vente, 2 375 - 2 400 $.
- 1973 : (Données non disponibles)
- 1974 : 390 537 exemplaires produits. Prix de vente, 2 810 - 3 105 $.

## Quatrième génération (1975–1979)
La Nova de 1975 fut la Chevrolet la plus modifiée pour cette année. "Now it's beautiful" ("Maintenant, c'est beau"), déclarait la brochure de la nouvelle carrosserie de la Nova, "refined along the lines of elegant European sedans" ("raffiné comme les élégantes berlines européennes"). Chevrolet maintint sagement une parenté visuelle avec la conception de 1968-1974, et garda également l'efficace empattement de 2 819 mm. La bande de roulement avant augmenta de 38 mm, et la barre stabilisatrice avant était d'un plus grand diamètre. Les Nova avaient maintenant des freins à disque avant de série et des pneus radiaux à ceinture d'acier. L'assemblage de la suspension avant et du faux-châssis était similaire à celui utilisé dans les voitures à carrosserie F de deuxième génération (Camaro et Pontiac Firebird), alors que l'essieu arrière et la suspension étaient de la génération précédente. Les coupés, y compris avec hayon, avaient des fenêtres latérales fixes (ou escamotables en option) et des évents verticaux sur le montant B. Toutes les Nova possédaient maintenant des tapis de sol à poils coupés, autrefois installés uniquement dans la série Custom. Les indicateurs de vitesse avaient des graphismes plus grands et plus faciles à lire. Les pare-brise offraient une plus grande surface vitrée. Les accoudoirs des portes avant avaient été redessinés avec des barres de traction intégrées. Le modèle de base était équipé d'un moteur six cylindres en ligne 4,1 L de 105 ch (78 kW). Il y avait aussi le choix entre trois moteurs V8 : un 4,3 litres disponible uniquement en 1975, un 5,0 litres et un 5,7 litres disponible en 1976 seulement. La transmission se faisait via une boîte automatique à trois vitesses ou manuelle à trois ou quatre vitesses (pour les V8 seulement). Ceci demeura la norme jusqu'à la fin de la décennie (et la fin de la plate-forme X traction arrière).

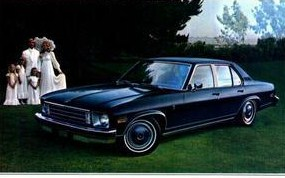
Chevrolet Nova LN Sedan 1975

Le pack LN (Luxury Nova) envoya la Nova dans la partie luxe du marché compact ; certains l'ont même envisagée pour concurrencer quelques importations européennes haut de gamme. Le Nova LN était appelé «la compacte la plus luxueuse de l'histoire de Chevrolet», avec des sièges avant à dossier large inclinable qui «ressemblent et permettent de se sentir comme dans de grandes chaises longues douces». L'équipement LN comprenait une isolation phonique supplémentaire, des pochettes pour des cartes routières, une horloge électrique, une lentille pour instruments fumés et un miroir jour/nuit. Des fenêtres quarts-de-rond pivotantes pourraient être commandées pour le coupé. «Grâce à la LN», annonçait la brochure commerciale, «l'image de Nova ne sera plus jamais la même».

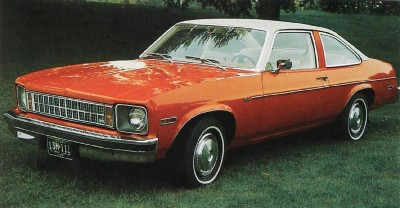
Chevrolet Nova Coupe 1976

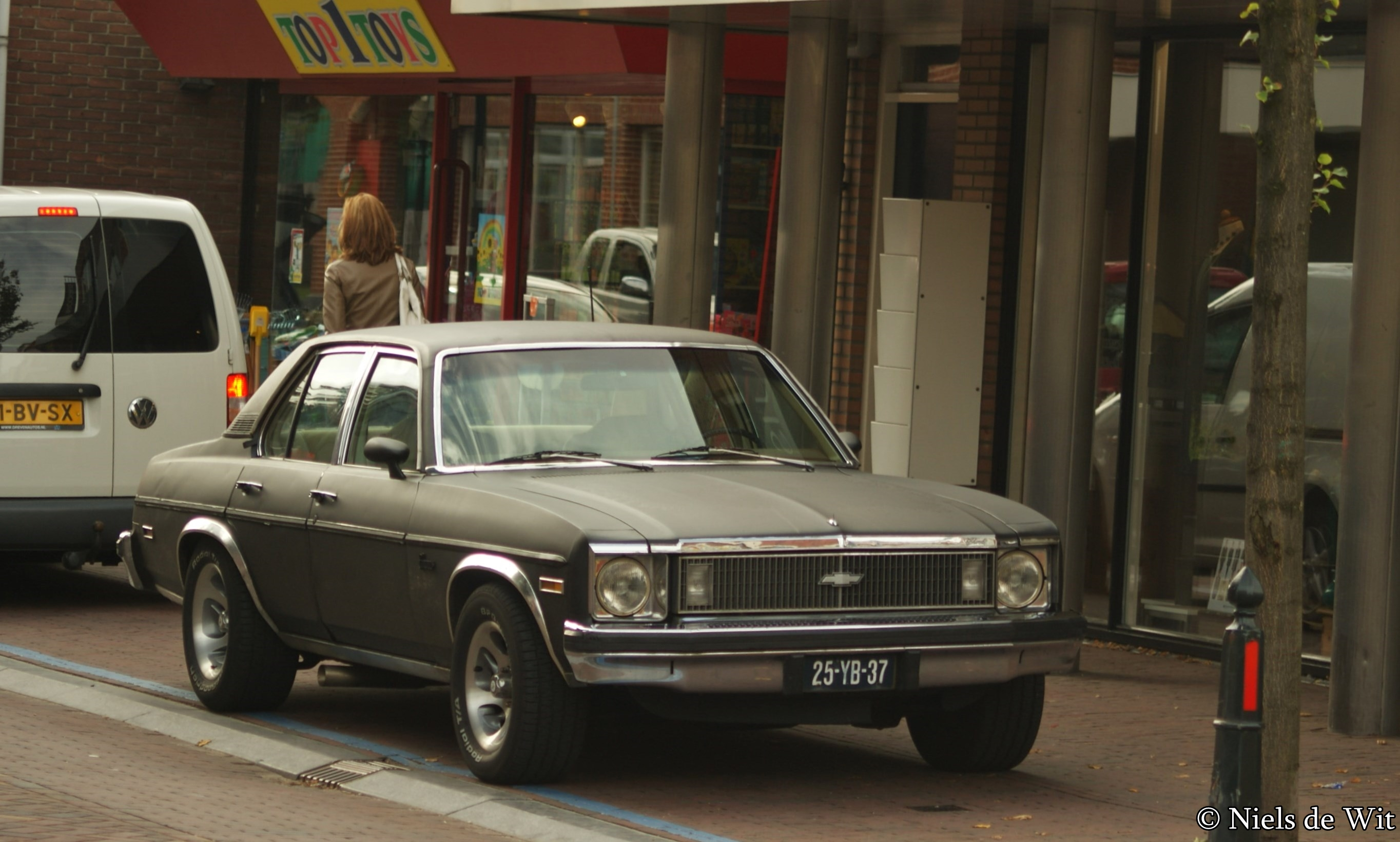
Chevrolet Nova Concours Sedan 1977

Pour 1976, le Nova LN fut rebaptisée Concours pour rivaliser avec les Ford Granada et Mercury Monarch, ainsi que des versions haut de gamme des Dodge Dart et Plymouth Valiant. Comme les versions régulières des Nova 1976, la version Concours était proposée dans trois styles de carrosserie : coupé, coupé à hayon (Hatchback) et berline à quatre portes (Sedan). La Concours était la compacte la plus luxueuse de Chevrolet à ce jour. Du vinyle façon palissandre décorait les panneaux de porte supérieurs, le tableau de bord et le volant. Les modèles Concours étaient ornés d'une décoration de capot, des butées de pare-chocs, de garnitures brillantes, de bandes d'impact de pare-chocs noires et d'enjoliveurs de roues pleins; Les Nova plus basiques recevaient de simples caches de moyeu. Le coupé Concours était également le premier coupé Chevrolet avec un accoudoir central avant rabattable. Un coupé V8 Concours était vendu 547 $ de plus que la Nova de base. Les moteurs de la Chevrolet Nova de 1976 étaient le six cylindres en ligne 4,1 litres (105 ch), un moteur V8 5,7 litres (165 ch) et un V8 5,0 litres (140 ch). En 1976, les véhicules GM ont d'abord vu l'utilisation du THM200 - de la plate-forme GM T aux GM X-Bodies (Chevrolet Nova et al.). Un toit en vinyle rembourré faux Cabriolet était disponible pour les coupés Nova. Des améliorations modestes furent apportées aux freins, ainsi qu'aux systèmes d'alimentation et d'échappement. Les tableaux de bord recevaient de nouveaux boutons. Après avoir testé la Chevrolet Nova 1976, le Los Angeles Sheriff's Department commanda le plus grand nombre de voitures de police compactes aux États-Unis. Le groupe d'options Nova SS à 187 $ comprenait une calandre noire à motif losange, des roues Rally, un volant à quatre branches ainsi qu'une suspension renforcée. Les modifications mineures de l'année de modèle 1977 comprenaient un groupe de jauges rondes plus modernes pour remplacer le long compteur de vitesse à balayage, et un tableau de bord redessiné qui changea pour un design plus plat. De nouvelles couleurs étaient proposées (comme pour le reste des divisions) et quelques petites baguettes ajoutées. Une brochure distincte fut imprimée pour la Concours tandis que la brochure "Nova 1977" détaillait uniquement les versions de base et personnalisées. La Nova SS précédemment offerte pour 1975 et 1976 fut abandonnée, le code d'option pour le SS (RPO Z26) continua en tant que Nova Rallye, de 1977 à 1979. Un Nova Malibu Rallye (modèles 1977 et 1978 - non liés au modèle USA basé sur la Chevelle mais sur le coupé Nova hatchback) a été vendu au Mexique en utilisant le package RPO Z26 mais équipé de graphismes «Malibu Rallye» et d'un emblème de calandre.
Trois moteurs et quatre transmissions étaient disponibles pour la Nova 1977, y compris la Concours. Les acheteurs pouvaient choisir entre un six cylindres en ligne de 4,1 litres (110 ch), un V8 5,0 litres (145 ch) à carburateur double corps et un V8 5,7 litres (170 ch) avec un carburateur quadruple corps. Les boites de vitesses manuelles (sur la colonne ou au plancher) étaient à trois ou quatre vitesses ou automatiques Turbo Hydra-Matic. Les Nova pouvaient également être équipées d'une suspension renforcée ou de la suspension sport F41. Un nombre surprenant de services de police commandèrent des Nova à moteur V8 5,0 ou 5,7 litres, suivant l'exemple du Département du shérif de Los Angeles, qui avait surévalué la voiture.
Promu "Concours by Chevrolet", la Concours de 1977 présentait une nouvelle calandre verticale et une nouvelle version de l'ornement de capot. L'arrière des Concours avait également reçu de nouveaux feux arrière à trois unités qui rappelaient la Chevrolet Caprice. Elle disposait également de nouveaux enjoliveurs et de moulures plus larges au dessus des arches de roues. "International in style, it is American in function" ("Internationalee dans le style, américain dans la fonction") la brochure de vente insistait sur la Concours, ajoutant qu'elle offrait un «mélange très spécial de style classique et de bon sens». Ce dernier commentaire faisant référence à la taille raisonnable de la Nova. Les Nova, toujours selon le marketing, n'étaient "pas trop petites, pas trop grandes, pas trop chères."
Pour 1978, la Concours fut abandonné pour ouvrir la voie à la Chevrolet Malibu nouvellement réduite de longueur. La Nova Custom hérita d'une grande partie de la parure extérieure des Concours, mais sans leur ornement de capot. Le choix des revêtements incluait un tout-vinyle ou une toile de sport tissée Edimbourg en vinyle. Les versions plus basiques de la Chevrolet Nova 1978 avaient la même calandre utilisée en 1976-77 et ajoutaient l'emblème Chevrolet teinté or sur le bord d'attaque du capot. Pour 1978, la Nova était également disponible avec l'équipement Rally, qui comprenait encore une autre version de la calandre à losanges avec feux de stationnement horizontaux et phares noirs (essentiellement la calandre 1976-77 de la SS), plus la bande triple et les roues en couleur des rallyes. Toutes les Nova reçurent un nouveau volant à double branches, recouvert de vinyle souple ; le même que celui trouvé dans les Caprice et Malibu.
Toutes les Chevrolet Nova de 1978 pouvaient être commandées avec un moteur six cylindres en ligne 4,1 litres, un V8 5,0 litres (145 ch) ou un V8 5,7 litres (170 ch). Les forces de l'ordre dans 48 états conduisaient toutes des Nova maintenant, comme le vantait la brochure de vente. La production chuta de près de 100 000 exemplaires pour atteindre 288 000 exemplaires, faisant de la Nova la seule série Chevrolet à afficher une baisse des ventes en 1978. Les ventes de la hatchback (hayon) Nova furent nettement inférieures au coupé classique et à la sedan (berline).

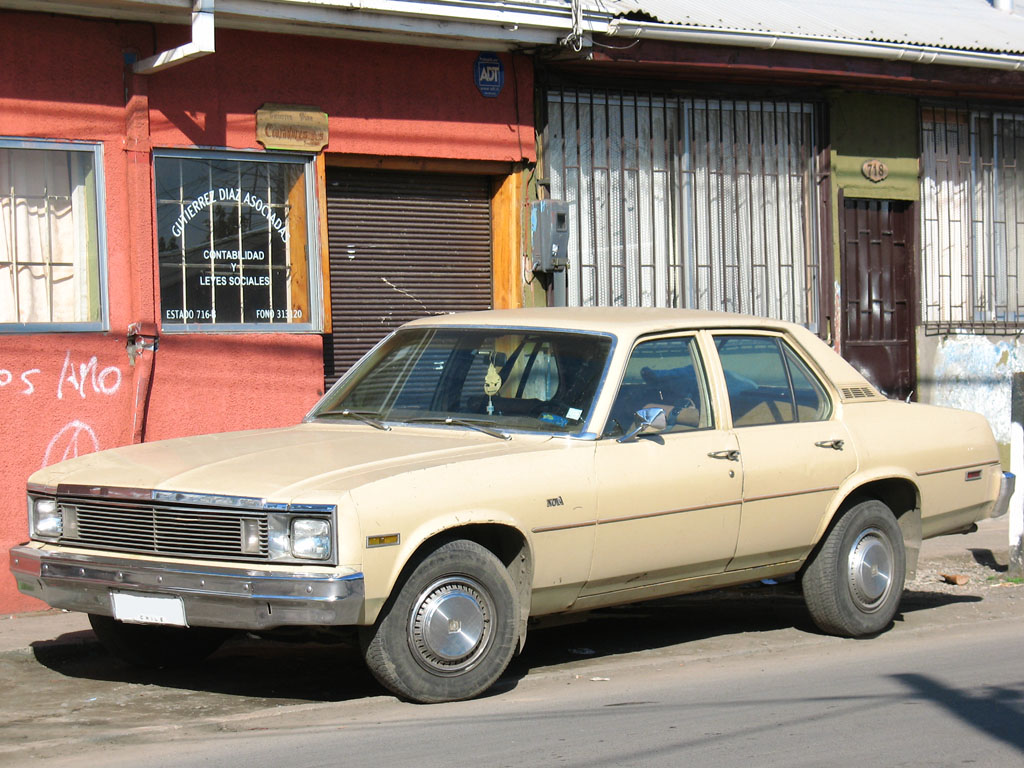
Chevrolet Nova Sedan 1979

Lors de l'introduction des voitures de taille moyenne GM (plus tard "G-corps") en 1978, la plate-forme "X" et la plate-forme réduite "A" avaient des dimensions extérieures similaires. Les véhicules "A" de taille réduite et plus modernes se vendaient mieux que leurs homologues "X-corps".
La Chevrolet Nova 1979 marqua la fin de la ligne pour la Nova à propulsion. L'avant fut redessiné avec des phares carrés et une nouvelle calandre à barre horizontale modifiée contenant les feux de stationnement verticaux. De nouvelles moulures de capot et d'aile chromées furent installées, et de nouveaux panneaux de remplissage de pare-chocs avant donnaient à l'avant un aspect mieux fini. La gamme était la même qu'en 1978 ; Berline, Coupé et Berline de base, ainsi que le Coupé et la Berline Custom. Comme d'habitude, le coupé de base et la berline furent les meilleures ventes. Les Nova Custom avaient un ensemble acoustique spécial comprenant une garniture de pavillon améliorée et une isolation complète du toit, ainsi que d'autres accessoires de luxe, tandis que le pack Rally revenait, utilisant cette fois la même calandre que les autres modèles 1979. Ces Nova finales furent promus pour leur « valeur solide » et leur « réputation de fiabilité », capitalisant sur un héritage de 17 ans qui avait commencé avec la Chevy II. Moins de 98 000 exemplaires furent produits. La production régulière prit fin le 22 décembre 1978, mais certaines voitures portant l'inscription « Nova Custom » ont été construites sur commande spéciale avec des options luxe au début de 1979. La Chevrolet Nova (Custom) construite sur commande spéciale sortant le 15 mars 1979 signait la fin de la Nova à propulsion pour de bon. Les modèles compacts de Chevrolet se dirigeaient vers l'âge de la traction avant et, en 1980, la place de Nova dans la gamme serait remplacée par la nouvelle et très différente Chevrolet Citation.

## Cinquième génération (1985–1988)
Le nom de Chevrolet Nova, utilisé pour la dernière fois en 1979 sur le modèle à propulsion, a été réutilisé à partir du printemps 1984 (années modèles 1985 à 1988) pour une citadine polyvalente à traction. La voiture était assemblée à Fremont, en Californie, par NUMMI, une joint-venture entre General Motors aux États-Unis et Toyota au Japon. La nouvelle Nova était une Toyota Sprinter rebadgée et légèrement restylée du marché japonais, un modèle vendu au Japon comme une version de la Toyota Corolla. La Nova partageait la plate-forme AE82 de la Corolla, ses moteurs quatre cylindres de 1,6 L et était disponible avec les transmissions manuelles à cinq vitesses et trois ou quatre vitesses automatiques. Elle fut conçue pour sa faisabilité et a atteint un niveau exceptionnellement élevé de qualité et de vitesse de production de la part de NUMMI, par rapport à d'autres usines américaines.
Modèle 1985
La Chevrolet Nova 1985 fut initialement offerte seulement dans un style de berline trois et quatre portes et dans les États du Midwest. Une berline à cinq portes fut ajoutée peu après son introduction. La voiture fut distribuée aux États-Unis et au Canada en commençant par l'introduction traditionnelle du nouveau modèle à l'automne (comme les autres importations Chevrolet, la Sprint sur base Suzuki avait été lancée pour la première fois sur la côte Ouest et la Spectrum sur base Isuzu initialement disponible sur la côte Est et dans toute la Nouvelle-Angleterre et l'État de New York.). Le seul moteur disponible était un quatre cylindres de 1,6 litre à carburateur de 74 chevaux (55 kW) couplé à une transmission manuelle à cinq vitesses ou automatique à trois vitesses. C'était le même groupe motopropulseur que celui de la Corolla. La berline quatre portes était proposée à 7 435 $, un tarif plutôt rigide pour les normes Chevrolet. La cinq portes, qui ajoutait un siège arrière rabattable, débutait à 7 669 $. Toutes les options Nova furent regroupées en sept ensembles, ce qui élimina la longue liste d'équipements optionnels accompagnant les voitures comme la Chevrolet Chevette. (Aussi simple que cela puisse paraître, la sous-compacte Chevette offrait près de 30 options). Cependant, l'ajout de l'un des forfaits les plus coûteux pouvait facilement faire passer le prix de la Nova à plus de 10 000 $.
Modèle 1987

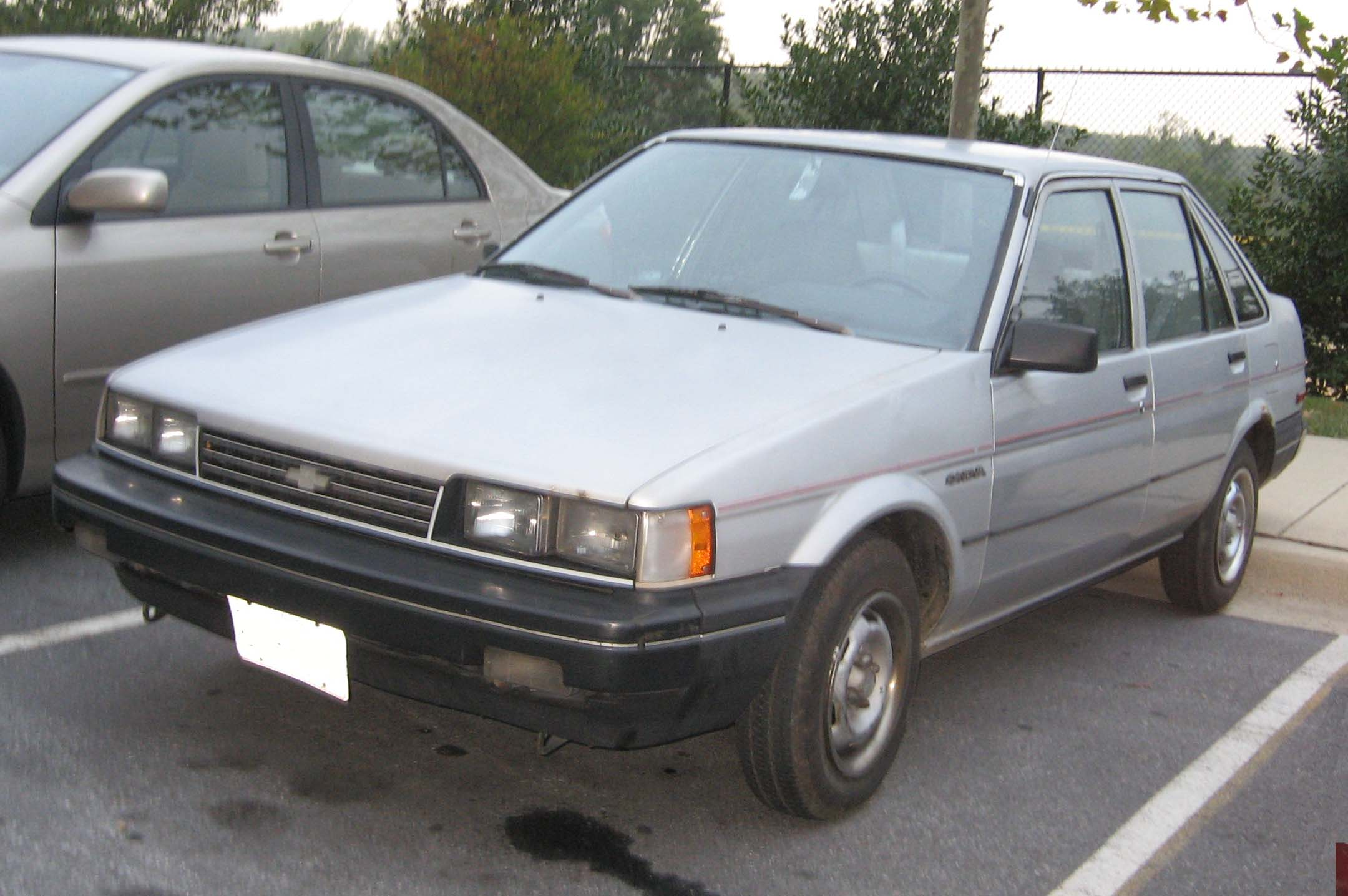
Chevrolet Nova Sedan 1985-1988

La Nova 1987 ne connut que des changements mineurs après son introduction deux ans plus tôt comme quasi-jumeau de la Toyota Corolla à traction avant. Un désembueur de lunette arrière fut ajouté à la liste de l'équipement standard, tandis que les changements visuels se limitaient à des reflets argentés plus clairs sur les barres de la calandre et à un changement de couleurs des feux de clignotants. Les modèles CL reçurent également des panneaux réfléchissants rouges sur les feux arrière du coffre/hayon, des pare-chocs couleur carrosserie et de nouvelles roues en aluminium. La Chevrolet Nova 1987 a continué dans deux styles de carrosserie, une berline à quatre portes et hayon cinq portes. Les quatre portes se sont avérées de loin les plus populaires - rapport de trois pour un. Le seul moteur des Nova était toujours le quatre cylindres de 1,6 litre développant 74 chevaux et conçu par Toyota, couplé soit à une boîte manuelle à cinq rapports, soit à une boîte automatique à quatre rapports. Bien que les Corolla aient un prix légèrement inférieur à celui des Nova, la Chevrolet pouvait souvent être achetée à un tarif moindre car les ventes lentes encourageaient les concessionnaires à réduire leurs prix. « Ventes lentes » signifiait lentes par rapport aux normes Chevrolet, la Nova étant vendue à peu près comme la Corolla, les acheteurs constataient que la Nova bradée avait une valeur de revente inférieure à celle de la Toyota équivalente, une tendance qui perdura pour les voitures NUMMI de la marque GM. Mis à part quelques différences de garnitures intérieures et extérieures mineures, les voitures étaient les mêmes. Les Nova avaient juste une suspension légèrement plus douce qui favorisait les manœuvres.
Modèle 1988

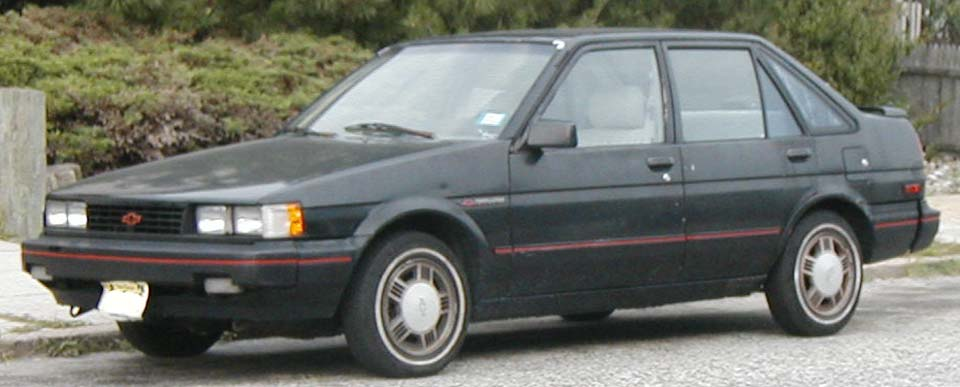
Chevrolet Nova Twin Cam Sedan 1988

Les Nova continuèrent à partager le design de base avec la Corolla et en 1988 la Nova gagna un modèle sportif dans sa gamme. Cette nouvelle Chevrolet Nova Twin-Cam 1988 tirait son nom d'une version à double arbre à cames du moteur quatre cylindres de 1,6 litre construit par Toyota. Ce moteur avait déjà été utilisé dans la Toyota FX-16, une version performante de la Corolla. Le moteur double arbre produisait 110 ch (82 kW), soit 36 de plus que la version à un seul arbre. Une transmission manuelle à cinq vitesses était livrée de série, comme dans les Nova standards mais la Twin-Cam offrait une boite automatique à quatre vitesses en option par rapport à la trois-vitesse offerte sur les autres modèles. Ce moteur plus puissant permis à la Chevrolet Nova Twin-Cam 1988 de devenir une berline sport junior, mais cette amélioration n'était pas bon marché. Si la Nova de base était vendue environ 8 800 $, la Twin-Cam coutait 11 395 $. Ce prix incluait l'injection, la suspension sport, la direction assistée, le volant gainé de cuir, le tachymètre, les freins à disque aux quatre roues et les pneus plus larges sur des roues en aluminium. Finalement, peu de modèles furent construits (environ 3 300 Twin-Cam). De plus, il n'y avait pas de choix de couleur, toutes les Chevrolet Nova Twin-Cam de 1988 recevant une peinture métallique noire avec un intérieur gris. Il n'y avait pas non plus de version à hayon. Chaque Chevrolet Nova 1988 avait des ceintures de sécurité d'épaule arrière, un désembueur de lunette arrière et une radio AM/FM stéréo comme équipement de série. Ce fut la dernière année modèle pour le nom Nova chez Chevrolet. À partir de 1989, Chevrolet poussa cette voiture dans sa nouvelle division Geo et la rebaptisa Prizm. Geo était l'idée de Chevrolet pour trouver une étiquette import sonnante pour attirer des acheteurs qui n'étaient pas enclins à faire des achats américains.
La dernière Nova a quitté la chaîne de montage le 18 août 1988.

## Critique
Les réactions sur la Chevrolet Chevy II 1962 furent essentiellement positives. Tom McCahill, un vétéran de la mécanique, fut favorablement impressionné par un cabriolet Chevrolet Nova Série 400 qu'il conduisit lors d'une avant-première à la presse pour les modèles Chevrolet de 1962 qui eut lieu sur la piste d'essai de GM à Milford, au Michigan. "À plat, avec la Powerglide à 146 km/h, cette petite voiture n'a jamais vacillé, même sur certaines bandes rugueuses, elle était l'une des plus sûres à 146 km/h que j'ai jamais conduite." Le style rappelait à "Oncle" Tom une "petite Mercedes-Benz", et il concluait qu’"avec un petit coup de pieds aux fesses, son levier de vitesse et son prix bas, elle devrait se vendre comme de la bière froide un 4 juillet."

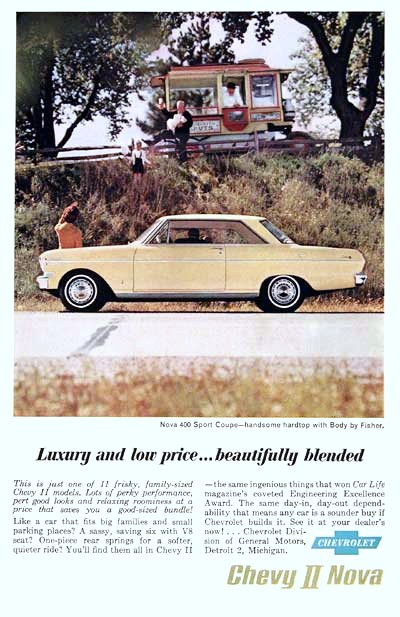
Publicité Chevy II Nova 1962

Car Life fut encore plus enthousiaste, honorant le Chevy II avec son "Award for Engineering Excellence". "Nous pensons que la Chevrolet II, en version 4 ou 6 cylindres, représente un développement important dans le secteur automobile américain", rapporta le magazine. "Cela marque un retour à la sensibilité en termes de transport de base, c'est une voiture de taille raisonnable, de performance adéquate et d'élégance simple." Le prix était mentionné dans une publicité Chevrolet Nova 1962. (voir à droite)
Consumer Reports décrivit la Chevrolet Chevy II six cylindres comme une «voiture conventionnelle ultra-sensible avec un espace intérieur remarquable», mais elle rapporta également des niveaux de bruit intérieur «supérieurs à la moyenne» et le manque de raffinement de la version à quatre cylindres. "CR hésite à recommander la quatre cylindres pour une utilisation normale. La quatre cylindres est excellent pour une utilisation locale - si vous pouvez supporter la vibration." McCahill l'a dit de cette façon : "Les quatre cylindres n'ont pas été les plus lisses que j'ai piloté, mais ils ont eu une bonne réponse et rouleront probablement encore longtemps après que Castro se soit rasé la barbe." Consumer Reports en 1963 écrivit : «Nouveauté l'année dernière, la Chevy II n'est pas encore devenue une voiture de luxe, silencieuse ou raffinée, facile à conduire et agile. Avec sensiblement la taille des voitures intermédiaires, mais avec une silhouette très compacte et surtout une bonne hauteur d'entrée. "
Motor Trend a qualifié la nouvelle Chevy II de "voiture directe - simple, honnête et conventionnelle." Le rédacteur en chef Jerry Titus était fasciné par la nouvelle suspension arrière à une seule lame : «La façon dont cela fonctionne semble presque contradictoire : il y a beaucoup de roulis, mais la voiture n'est pas instable. La conduite est douce et plaisante, mais sans le mal de mer avec le tangage constant et le roulis de certaines voitures." L'intérieur, la direction et les freins furent encensés. Les performances furent jugées «modérées» pour un cabriolet Nova six cylindres avec la boite Powerglide : 0-97 km/h «en un peu moins de 16 secondes», et une vitesse maximale de 158 km/h, mais Titus estima que «la voiture semble à son meilleur en dessous de 120, où il ne se sentait pas comme s'il travaillait dur. " Les quatre cylindres, pendant ce temps, prenaient 20 secondes pour passer de 0 à 197 km/h. En comparaison, un Falcon de 90 ch avec levier de vitesse mettait 21 secondes de 0 à 97 km/h, également selon Motor Trend, tandis que les six cylindres de 101 ch introduits en 1961 nécessitaient 14,3 secondes avec la boite manuelle et 15,2 s avec la Fordomatic à deux vitesses.
Motor Trend testa une Nova SS de 1964 à carburateur double corps de 195 ch avec Powerglide, enregistrant le 0 à 97 km/h en 11,3 secondes, 18,0 secondes et 121 km/h pour le quart de mille, et 161 km/h en vitesse de pointe. La consommation de carburant variait de 19,1 L/100 km dans un trafic dense à 12,0 L/100 km sur autoroute. Motor Trend concluait que « En ajoutant un V8 et des freins plus gros, en plus des changements de détails, Chevrolet a rendu une compacte encore plus attrayante avec un meilleur jeu de moteurs ».
Au milieu des années 1980, la Nova avait perdu toute son ancienne gloire de « Muscle Car » qu'elle avait autrefois.

## Nova international

### Canada

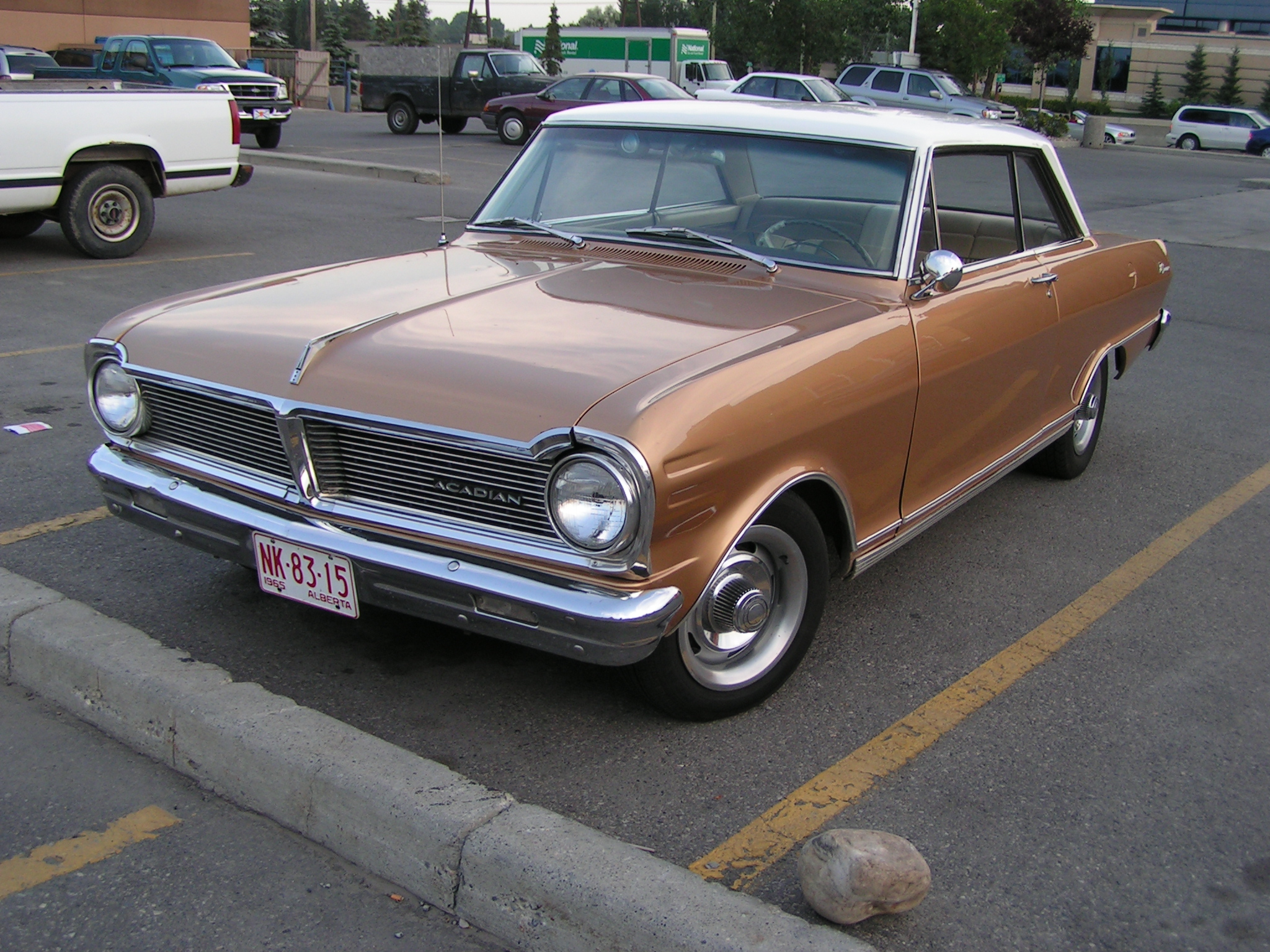
Acadian Canso 1965

Alors que les Chevy II et Nova étaient également vendues au Canada, les concessionnaires Pontiac-Buick vendaient aussi une version légèrement remaniée, l'Acadian.
L'Acadian fut produite entre 1962 et 1971. Il s'agissait d'une marque indépendante basée sur la Chevy II, produite aux États-Unis et au Canada et vendu par l'intermédiaire des concessionnaires Pontiac-Buick-GMC. En raison des tarifs canadiens sur les importations mis en place de nombreuses années auparavant, il n'y avait pas de voiture compacte disponible chez les concessionnaires Pontiac canadien. La Pontiac Tempest construite aux États-Unis, dont la production débuta en 1961, n'était pas offerte initialement aux acheteurs canadiens - les droits d'importation auraient rendu la concurrence trop dispendieuse sur le marché canadien des compactes économe. L'Acadian fut présentée pour donner au malheureux concessionnaire Pontiac-Buick canadien une voiture qu'il pourrait vendre sur le marché compact en croissance.
Offerte à l'origine en haut de gamme Beaumont et Invader de base, la finition haut de gamme fut renommée Canso en prévision de l'Acadian Beaumont sur base Chevelle qui arriverait en 1964. Un modèle sportif, le Sport Deluxe (ou «SD»), équivalent à la Nova SS aux États-Unis, recevait des sièges baquets, des garnitures extérieures de luxe et des emblèmes spécifiques.
Le prix de base de l'Acadian 1966 était de 2 507 $. Le 5,4-5,7 L (L79) était disponible et 85 furent produits. La ligne Acadian était maintenant réduite à six modèles. 7 366 Acadian ont été vendus en 1966. Le modèle a survécu jusqu'à la mi-1971, après quoi il a été remplacé par la Pontiac Ventura II.

### Argentine

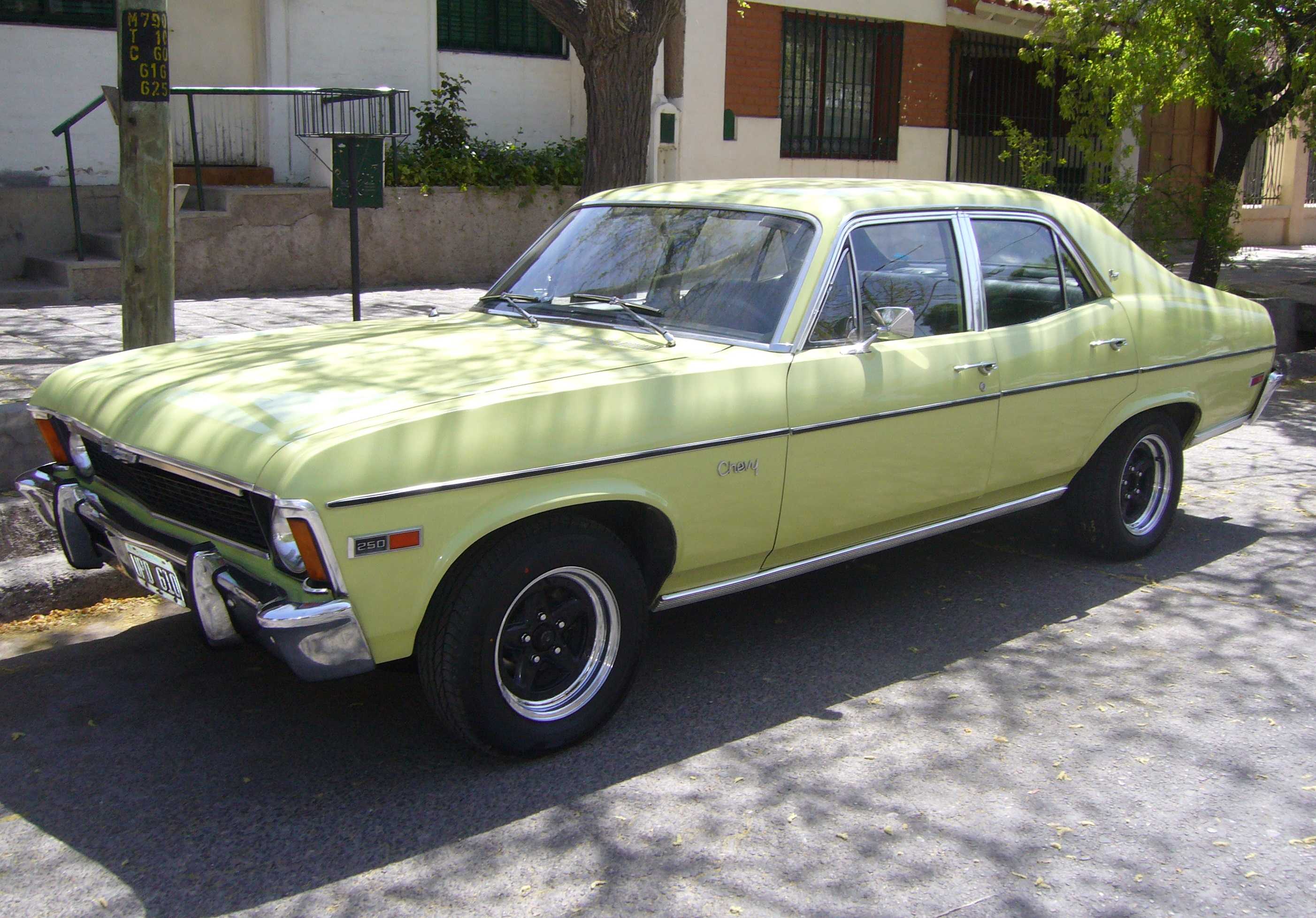
Chevy Super Sedan 1974 Argentine

En 1962, l'Argentine proposa la Chevy II de 1962-1964 comme Chevy 400 jusqu'en 1974, et la Nova de 1968-72 comme Chevrolet Chevy de la fin de 1969 à 1978, les deux modèles se chevauchant pendant plusieurs années. Un modèle haut de gamme (Chevy Super) fut produit à partir de 1973 avec différentes garnitures, clignotants avant et feux arrière, un intérieur mieux fini avec garniture en « bois », désigné Malibu sans rapport avec la Chevelle américaine. Tous les moteurs étaient des six en ligne. Les premières et deuxièmes générations étaient disponibles, selon l'année et le modèle, avec les moteurs de 3,2 litres, 3,8 litres et de 4,1 litres.
La troisième génération («Chevys») fut produite avec les moteurs 3,8 litres et 4,1 litres avec des carburateurs spécialement adaptés aux modèles sportifs. L'emblème en métal «Chevy» pour la troisième génération avait la même police que l'emblème «Nova» des Nova américaines de 1968-1974 et était, pendant les premières années, placé dans la section arrière des deux ailes arrière. Plus tard, il a été déplacé à la section la plus arrière des deux pare-chocs avant, comme c'était le cas sur les voitures américaines de 1969. Les lumières latérales n'étaient pas obligatoires et ont beaucoup changé pendant la production, soit absentes soit sous la forme d'une petite plaque de lumière comme dans les voitures américaines. Les emblèmes de coffre arrière étaient simplement marqués "CHEVROLET" en lettrages chromés, évitant le "Model by Chevrolet" typique utilisé sur les voitures américaines à l'époque. L'emblème du capot était similaire aux Nova américaines de 1969: le logo Chevrolet, soit en bleu, soit en chrome.

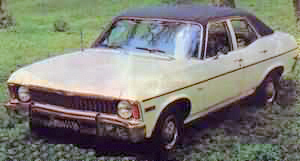
Chevy Malibu Sedan Argentine

Initialement, la Chevy argentine utilisait des garnitures très similaires à la version américaine, la plus luxueuse - c'était une «grosse» voiture selon les normes locales. On y trouvait aussi des modèles standard sans accessoires souvent pour les services de taxi. L'aménagement intérieur est resté la version américaine de 1968 pour l'ensemble de la production. Le commutateur d'allumage est resté monté sur le tableau de bord, car la serrure de direction mandatée par les États-Unis n'était pas requise en Argentine. La direction assistée est devenue disponible à la fin de la production. Les versions V8 n'ont pas été produites, les vitres électriques n'étaient pas disponibles, les vitres teintées étaient plus foncées que les versions américaines, et la bande plus sombre sur le bord supérieur du pare-brise n'était pas présente.
Les accessoires les plus populaires étaient les toits en vinyle, les roues Rallye, les volants sport, les sièges baquets à dossier haut et les garnitures en similicuir duveteux (de nombreuses berlines étaient produites de cette façon). Les intérieurs étaient généralement noirs. Les volants et les tableaux de bord restèrent noirs pendant de nombreuses années, tout comme les ceintures de sécurité. La coordination des couleurs intérieures à l'américaine était absente. La dernière année de la Nova en Argentine fut appelée localement "Opus 78" (à cause du slogan de la publicité) et il était le plus équipé, ajoutant des sièges baquets simili cuir, la climatisation, la direction assistée, une antenne électrique, et un nouveau tableau de bord avec console centrale intégrée.
Leurs homologues «SS» Super Sports étaient à la fois des coupés et des berlines quatre portes, dont la dernière était inédite aux États-Unis avant l'introduction de l'Impala SS de 1994. En effet, une majorité d'entre eux étaient équipés de six cylindres en ligne couplés à une transmission manuelle ZF avec levier 4 vitesses, d'un carburateur Holey 2300 RX 7214-A à double corps développant 168 ch (125 kW) et d'un échappement sport. Corsa, un magazine local de publication automobile a testé une Chevrolet Coupé Série SS 2 et a obtenu un 0-100 km/h en 11,1 secondes.

## Culture populaire
Une légende urbaine prétend que le véhicule se serait mal vendu dans les pays hispanophones parce que son nom (espacé NO VA) se traduit littéralement par « ça ne va pas ». Cela a depuis été démystifié.
La même chose a été dite de la Vauxhall Nova produite par British General Motors, qui était vendu sous le label Opel Corsa en Espagne. Cela est également un mythe, car sur le marché espagnol, la voiture était déjà connue comme Corsa dès le départ.
Il exista aussi une voiture kit Nova conçue et construite par A.D.D. à partir de 1971. Cette société a perdu un procès contre GM et Vauxhall sur l'utilisation du nom, après qu'il fut démontré que GM Chevrolet avait déjà déposé le nom.
Dans 'La Planète des Singes: Suprématie', la petite fille recueillie par l'orang-outan Maurice porte le nom 'Nova' à partir d'un logo de cette marque de voiture, offerte par Méchant Singe.
Dans le film de Quentin Tarantino Boulevard de la mort, Stuntman Mike tue ses victimes à l'aide d'une Nova noire arborant un canard chromé et une tête de mort sur le capot moteur avant de passer sur une Dodge Charger de la même couleur et arborant les mêmes décorations.
Dans le film Small Town Crime, Mike Kendall alias le privé Jack Winter roule en Nova noire.
Dans le film  Le Flic de Beverly Hills, le héros principal Axel Folley roule en Chevrolet Nova de troisième génération.

## Nova en miniature
Depuis son introduction en 1962, la Chevrolet II/Nova était un modèle recherché et la version 1962 était disponible à l'échelle 1/25 en tant que modèle promotionnel, ainsi qu'un kit de montage AMT. Le toit rigide et le cabriolet étaient tous deux disponibles. AMT a continué à offrir des kits de Nova dans les années suivantes, et certains d'entre eux sont encore disponibles à des prix raisonnables, y compris les modèles de 1966, 1972 et 1976. L'original Nova Wagon 1963 était disponible comme un kit promo Craftsman. Il était moulé en gris et avait une capot fixe et pas de moteur. Il fut également produit la version 1975 "Nova Pro Stock", avec un grand capot et des roues personnalisées.
D'autres fabricants de modèles offrent des Nova d'autres années, y compris Revell, qui offre un coupé 1969 COPO Nova. Trumpeter propose un Nova Super Sport 1963 à l'échelle 1/25. Le toit rigide et le cabriolet sont tous deux disponibles, et ces kits sont extrêmement détaillés.
En moulage sous pression, la Nova SS 1963 a été modélisée à l'échelle 1:18 par Sun Star. ERTL a offert un hardtop Nova SS '66 avec un V8 327, un Nova SS396 '69 et un Nova SS396 '70, dans toutes sortes de couleurs et de roues. Peachtree a fait '68 et '69 Nova dans l'échelle 1:18 détaillée. Bien que détaillés, ils ne comportent pas de portes ouvrantes ni de coffre. La hotte s'ouvre cependant pour révéler un moteur Chevrolet V8 détaillé.
GMP (ACME Trading) est un fabricant qui propose nombre de muscle car américaines, notamment des variations de la Nova en 1:18 et 1:43 (liste non exhaustive) :
- Nova 1968 “1320 Drag Kings”
- Nova 1970 "Le Flic de Beverly Hills" (1984)
- Nova 1970 "Yenko Deuce" LT 350 Rouge Cranberry ou Vert citron
- Nova 1970 Street Fighter
- Nova 1968 COPO Fred GIBB